# Artiodactyla
Ordre
Sous-ordres de rang inférieur
- Tylopoda (chameaux, lamas...)
- clade Suoidea:
  - Suina (porcins et pécaris)
- clade Cetruminantia:
  - Cetancodonta (avec les hippopotames)
  - Ruminantia (ruminants)

Les Artiodactyles (Artiodactyla, du grec artios « pair » et dactylos « doigt »), ou Paridigités (du latin par « pair » et digitus « doigt »), sont un ordre de mammifères placentaires. L'ancrage des cétacés parmi les artiodactyles est désormais reconnu, autant par les analyses génétiques que morphologiques, ce qui amène à les inclure dans les artiodactyles, sous le nom parfois proposé de cétartiodactyles (Cetartiodactyla).
Les plus anciens fossiles connus du taxon datent de 50 à 60 millions d'années. Le groupe a actuellement une répartition mondiale, sauf l'Australie et la Nouvelle-Zélande, du moins avant l'importation récente d'animaux domestiques.
Dans ce groupe, l'axe des membres postérieurs passe entre les doigts III et IV (cette disposition est appelée paraxonie). Ce clade regroupe les Tylopodes, les Suines, les Ruminants, les Hippopotamidés et les Cétacés. La parenté (proximité au sens phylogénétique) de ces différents groupes, qui rassemblent des animaux morphologiquement très différents, est fondée à la fois sur des caractères évolués communs (synapomorphies) et sur des études génétiques.
On compte actuellement 332 espèces reconnues d'artiodactyles, réparties dans 132 genres et 22 familles.

## Description
La définition traditionnelle les présente comme des ongulés possédant un nombre pair de doigts par pied, et dont le poids est supporté à parts égales par les troisième et quatrième doigts (membres paraxoniques), contrairement aux périssodactyles, qui possèdent un nombre impair de doigts, et chez lesquels le poids est supporté essentiellement par le troisième doigt (membres mésaxoniques) . Les Suidés, les Hippopotamidés et les Tragulidés ont quatre doigts complets et fonctionnels. Les Tayassuidae ont quatre doigts aux membres antérieurs, et seulement deux aux membres postérieurs. Les Antilocapridae, les Camelidae et les Giraffidae n'ont jamais de doigts latéraux ou d'ergots, alors que les Cervidae en ont systématiquement.
Les Artiodactyles ont ainsi un système digestif avec deux ou trois pré-estomacs. Le talus ou astragale de la cheville est à double poulie, avec une poulie tibiale proximale et une poulie naviculaire distale. L'astragale est en contact avec l'os cuboïde. Des membres paraxoniques, c'est-à-dire que l'axe fonctionnel du membre est parallèle et déplacé vers l’extérieur par rapport à l'axe théorique du troisième doigt Ils ont également trois bronches, des grandes glandes lacrymales, des longue crus breve incudis[C'est-à-dire ?] et le muscle lisse à base de l'érection du pénis.[réf. nécessaire]

## Apport de la génétique et nouvelle classification
Les analyses génétiques de la fin du XXe siècle et du début du XXIe siècle ont bouleversé la classification des artiodactyles en y incluant notamment les cétacés, bien que cette hypothèse avait déjà été formulée depuis la fin du XIXe siècle, en 1866 par Ernst Haeckel. Les sélénodontes s'avèrent être polyphylétique, les tylopodes se retrouvant seuls sur une branche basale, confirmant que la rumination est une convergence évolutive qu'ils partagent avec les ruminants au sens strict. Les suiformes se retrouvent également séparés car les hippopotames, qui se révèlent être les plus proches parents actuels des cétacés, sont aussi plus proches des ruminants que des suines, ces derniers se retrouvant isolés sur la branche des suoïdes (Suoidea).

Le clade réunissant les hippopotames et les cétacés (ainsi que les fossiles apparentés) a d'abord été nommé Whippomorpha. Mais du fait de sa terminaison en -morpha inappropriée pour un groupe-couronne et de sa proximité avec le taxon Hippomorpha existant chez les périssodactyles, il a été rebaptisé Cetancodonta et c'est ce terme qui est préféré aujourd'hui.

L'inclusion des cétacés au sein des artiodactyles a amené certains scientifiques à créer le nouveau taxon Cetartiodactyla, mais selon Spaulding et al. 2009, il est tout à fait conforme au CINZ de garder le taxon Artiodactyla en y incluant les cétacés, comme le proposent certaines études sur les cétacés.

## Classification
Selon Groves & Grubb, 2011 :
- Subordre Tylopoda
  - Famille †Anoplotheriidae?
  - Famille †Cainotheriidae
  - Famille †Merycoidodontidae
  - Famille †Agriochoeridae
  - Famille Camelidae : chameaux et lamas (7 espèces actuelles et 13 éteintes)
  - Famille †Oromerycidae
  - Famille †Xiphodontidae
- Clade Artiofabula
  - Subordre Suina
    - Famille Suidae : phacochères, sangliers et porcs (19 espèces)
    - Famille Tayassuidae : pécaris (4 espèces)
    - Famille †Sanitheriidae

  - Clade Cetruminantia
    - Clade Cetancodontamorpha[14]
      - Genre †Andrewsarchus?
      - Famille †Entelodontidae
      - Sous-ordre Whippomorpha
        - Super-famille Dichobunoidea – paraphylétique des Cetacea et Raoellidae
          - Famille †Dichobunidae
          - Famille †Helohyidae
          - Famille †Choeropotamidae
          - Famille †Cebochoeridae
          - Famille †Mixtotheriidae

        - Infra-ordre Cetacea : cétacés (environ 90 espèces)
          - Micro-ordre †Archaeoceti
            - Famille †Pakicetidae
            - Famille †Ambulocetidae
            - Famille †Remingtonocetidae
            - Famille †Basilosauridae

          - Micro-ordre Mysticeti : baleines à fanons
            - Super-famille Balaenoidea : baleines franches
              - Famille Balaenidae (4 espèces)
              - Famille Cetotheriidae (1 espèce)

            - Super-famille Balaenopteroidea
              - Famille Balaenopteridae (8 espèces)
              - Famille Eschrichtiidae : baleine grise (1 espèce)

          - Micro-ordre Odontoceti : baleine à dents
            - Super-famille Delphinoidea : Dauphins (au sens large)
              - Famille Delphinidae : Dauphins (38 espèces)
              - Famille Monodontidae : baleines arctiques (2 espèces)
              - Famille Phocoenidae : Marsouins (6 espèces)

            - Super-famille Physeteroidea : cachalots (au sens large)
              - Famille Kogiidae : (2 espèces)
              - Famille Physeteridae : cachalot (1 espèces)

            - Super-famille Platanistoidea : dauphins de rivière
              - Famille Iniidae (2 espèces)
              - Famille Lipotidae (dauphin de rivière chinois, peut-être éteint)
              - Famille Platanistidae (dauphin de rivière d'Asie du sud)
              - Famille Pontoporiidae (Dauphin de La Plata)

            - Super-famille Ziphioidea
              - Famille Ziphiidae : baleines à bec (22 espèces)

        - Famille †Raoellidae
        - Infra-ordre Ancodonta
          - Famille †Anthracotheriidae – paraphylétique aux Hippopotamidae
          - Famille Hippopotamidae: hippopotames (2 espèces)

    - Clade Ruminantiamorpha
      - Sous-ordre Ruminantia
        - Infra-ordre Tragulina
          - Famille †Amphimerycidae
          - Famille †Prodremotheriidae
          - Famille †Protoceratidae
          - Famille †Hypertragulidae
          - Famille †Praetragulidae
          - Famille Tragulidae: chevrotains (six espèces)
          - Famille †Archaeomerycidae
          - Famille †Lophiomerycidae

        - Infra-ordre Pecora
          - Famille †Gelocidae
          - Famille †Palaeomerycidae
          - Famille Antilocapridae (1 espèce)
          - Famille †Climacoceratidae
          - Famille Giraffidae: okapi et 4 espèces de girafes
          - Famille †Hoplitomerycidae
          - Famille Cervidae (49 espèces)
          - Famille †Leptomerycidae
          - Famille Moschidae (7 espèces)
          - Famille Bovidae: bovins, antilopes et autres (135 espèces)

## Phylogénie
Phylogénie des familles des Cétartiodactyles actuels (Cétacés non développés),, :
|  | Camelidae (Chameaux, lamas…) |
|  |                              |

|  | Suidae (Porcins)      |
|  |                       |
|  | Tayassuidae (Pécaris) |
|  |                       |

|  | Cetacea (Baleines, dauphins ...) |
|  |                                  |
|  | Hippopotamidae (Hippopotames)    |
|  |                                  |

|  | Antilocapridae (Antilocapres)  |
|  |                                |
|  | Giraffidae (Girafes, okapi...) |
|  |                                |

|          | Cervidae (Cerfs, rennes...)                                                                             |
|          | |
| Bovoidea | \| \| Bovidae (Bovins, Caprins et antilopes) \| \| \| \| \| \| Moschidae (Cerfs porte-musc) \| \| \| \| |
|          | \| \| Bovidae (Bovins, Caprins et antilopes) \| \| \| \| \| \| Moschidae (Cerfs porte-musc) \| \| \| \| |
|          | Bovidae (Bovins, Caprins et antilopes)                                                                  |
|          | |
|          | Moschidae (Cerfs porte-musc)                                                                            |
|          | |

|  | Bovidae (Bovins, Caprins et antilopes) |
|  |                                        |
|  | Moschidae (Cerfs porte-musc)           |
|  |                                        |

|  | Antilocapridae (Antilocapres)  |
|  |                                |
|  | Giraffidae (Girafes, okapi...) |
|  |                                |

|          | Cervidae (Cerfs, rennes...)                                                                             |
|          | |
| Bovoidea | \| \| Bovidae (Bovins, Caprins et antilopes) \| \| \| \| \| \| Moschidae (Cerfs porte-musc) \| \| \| \| |
|          | \| \| Bovidae (Bovins, Caprins et antilopes) \| \| \| \| \| \| Moschidae (Cerfs porte-musc) \| \| \| \| |
|          | Bovidae (Bovins, Caprins et antilopes)                                                                  |
|          | |
|          | Moschidae (Cerfs porte-musc)                                                                            |
|          | |

|  | Bovidae (Bovins, Caprins et antilopes) |
|  |                                        |
|  | Moschidae (Cerfs porte-musc)           |
|  |                                        |

|  | Antilocapridae (Antilocapres)  |
|  |                                |
|  | Giraffidae (Girafes, okapi...) |
|  |                                |

|          | Cervidae (Cerfs, rennes...)                                                                             |
|          | |
| Bovoidea | \| \| Bovidae (Bovins, Caprins et antilopes) \| \| \| \| \| \| Moschidae (Cerfs porte-musc) \| \| \| \| |
|          | \| \| Bovidae (Bovins, Caprins et antilopes) \| \| \| \| \| \| Moschidae (Cerfs porte-musc) \| \| \| \| |
|          | Bovidae (Bovins, Caprins et antilopes)                                                                  |
|          | |
|          | Moschidae (Cerfs porte-musc)                                                                            |
|          | |

|  | Bovidae (Bovins, Caprins et antilopes) |
|  |                                        |
|  | Moschidae (Cerfs porte-musc)           |
|  |                                        |

|  | Antilocapridae (Antilocapres)  |
|  |                                |
|  | Giraffidae (Girafes, okapi...) |
|  |                                |

|          | Cervidae (Cerfs, rennes...)                                                                             |
|          | |
| Bovoidea | \| \| Bovidae (Bovins, Caprins et antilopes) \| \| \| \| \| \| Moschidae (Cerfs porte-musc) \| \| \| \| |
|          | \| \| Bovidae (Bovins, Caprins et antilopes) \| \| \| \| \| \| Moschidae (Cerfs porte-musc) \| \| \| \| |
|          | Bovidae (Bovins, Caprins et antilopes)                                                                  |
|          | |
|          | Moschidae (Cerfs porte-musc)                                                                            |
|          | |

|  | Bovidae (Bovins, Caprins et antilopes) |
|  |                                        |
|  | Moschidae (Cerfs porte-musc)           |
|  |                                        |

|  | Cetacea (Baleines, dauphins ...) |
|  |                                  |
|  | Hippopotamidae (Hippopotames)    |
|  |                                  |

|  | Antilocapridae (Antilocapres)  |
|  |                                |
|  | Giraffidae (Girafes, okapi...) |
|  |                                |

|          | Cervidae (Cerfs, rennes...)                                                                             |
|          | |
| Bovoidea | \| \| Bovidae (Bovins, Caprins et antilopes) \| \| \| \| \| \| Moschidae (Cerfs porte-musc) \| \| \| \| |
|          | \| \| Bovidae (Bovins, Caprins et antilopes) \| \| \| \| \| \| Moschidae (Cerfs porte-musc) \| \| \| \| |
|          | Bovidae (Bovins, Caprins et antilopes)                                                                  |
|          | |
|          | Moschidae (Cerfs porte-musc)                                                                            |
|          | |

|  | Bovidae (Bovins, Caprins et antilopes) |
|  |                                        |
|  | Moschidae (Cerfs porte-musc)           |
|  |                                        |

|  | Antilocapridae (Antilocapres)  |
|  |                                |
|  | Giraffidae (Girafes, okapi...) |
|  |                                |

|          | Cervidae (Cerfs, rennes...)                                                                             |
|          | |
| Bovoidea | \| \| Bovidae (Bovins, Caprins et antilopes) \| \| \| \| \| \| Moschidae (Cerfs porte-musc) \| \| \| \| |
|          | \| \| Bovidae (Bovins, Caprins et antilopes) \| \| \| \| \| \| Moschidae (Cerfs porte-musc) \| \| \| \| |
|          | Bovidae (Bovins, Caprins et antilopes)                                                                  |
|          | |
|          | Moschidae (Cerfs porte-musc)                                                                            |
|          | |

|  | Bovidae (Bovins, Caprins et antilopes) |
|  |                                        |
|  | Moschidae (Cerfs porte-musc)           |
|  |                                        |

|  | Antilocapridae (Antilocapres)  |
|  |                                |
|  | Giraffidae (Girafes, okapi...) |
|  |                                |

|          | Cervidae (Cerfs, rennes...)                                                                             |
|          | |
| Bovoidea | \| \| Bovidae (Bovins, Caprins et antilopes) \| \| \| \| \| \| Moschidae (Cerfs porte-musc) \| \| \| \| |
|          | \| \| Bovidae (Bovins, Caprins et antilopes) \| \| \| \| \| \| Moschidae (Cerfs porte-musc) \| \| \| \| |
|          | Bovidae (Bovins, Caprins et antilopes)                                                                  |
|          | |
|          | Moschidae (Cerfs porte-musc)                                                                            |
|          | |

|  | Bovidae (Bovins, Caprins et antilopes) |
|  |                                        |
|  | Moschidae (Cerfs porte-musc)           |
|  |                                        |

|  | Antilocapridae (Antilocapres)  |
|  |                                |
|  | Giraffidae (Girafes, okapi...) |
|  |                                |

|          | Cervidae (Cerfs, rennes...)                                                                             |
|          | |
| Bovoidea | \| \| Bovidae (Bovins, Caprins et antilopes) \| \| \| \| \| \| Moschidae (Cerfs porte-musc) \| \| \| \| |
|          | \| \| Bovidae (Bovins, Caprins et antilopes) \| \| \| \| \| \| Moschidae (Cerfs porte-musc) \| \| \| \| |
|          | Bovidae (Bovins, Caprins et antilopes)                                                                  |
|          | |
|          | Moschidae (Cerfs porte-musc)                                                                            |
|          | |

|  | Bovidae (Bovins, Caprins et antilopes) |
|  |                                        |
|  | Moschidae (Cerfs porte-musc)           |
|  |                                        |

|  | Suidae (Porcins)      |
|  |                       |
|  | Tayassuidae (Pécaris) |
|  |                       |

|  | Cetacea (Baleines, dauphins ...) |
|  |                                  |
|  | Hippopotamidae (Hippopotames)    |
|  |                                  |

|  | Antilocapridae (Antilocapres)  |
|  |                                |
|  | Giraffidae (Girafes, okapi...) |
|  |                                |

|          | Cervidae (Cerfs, rennes...)                                                                             |
|          | |
| Bovoidea | \| \| Bovidae (Bovins, Caprins et antilopes) \| \| \| \| \| \| Moschidae (Cerfs porte-musc) \| \| \| \| |
|          | \| \| Bovidae (Bovins, Caprins et antilopes) \| \| \| \| \| \| Moschidae (Cerfs porte-musc) \| \| \| \| |
|          | Bovidae (Bovins, Caprins et antilopes)                                                                  |
|          | |
|          | Moschidae (Cerfs porte-musc)                                                                            |
|          | |

|  | Bovidae (Bovins, Caprins et antilopes) |
|  |                                        |
|  | Moschidae (Cerfs porte-musc)           |
|  |                                        |

|  | Antilocapridae (Antilocapres)  |
|  |                                |
|  | Giraffidae (Girafes, okapi...) |
|  |                                |

|          | Cervidae (Cerfs, rennes...)                                                                             |
|          | |
| Bovoidea | \| \| Bovidae (Bovins, Caprins et antilopes) \| \| \| \| \| \| Moschidae (Cerfs porte-musc) \| \| \| \| |
|          | \| \| Bovidae (Bovins, Caprins et antilopes) \| \| \| \| \| \| Moschidae (Cerfs porte-musc) \| \| \| \| |
|          | Bovidae (Bovins, Caprins et antilopes)                                                                  |
|          | |
|          | Moschidae (Cerfs porte-musc)                                                                            |
|          | |

|  | Bovidae (Bovins, Caprins et antilopes) |
|  |                                        |
|  | Moschidae (Cerfs porte-musc)           |
|  |                                        |

|  | Antilocapridae (Antilocapres)  |
|  |                                |
|  | Giraffidae (Girafes, okapi...) |
|  |                                |

|          | Cervidae (Cerfs, rennes...)                                                                             |
|          | |
| Bovoidea | \| \| Bovidae (Bovins, Caprins et antilopes) \| \| \| \| \| \| Moschidae (Cerfs porte-musc) \| \| \| \| |
|          | \| \| Bovidae (Bovins, Caprins et antilopes) \| \| \| \| \| \| Moschidae (Cerfs porte-musc) \| \| \| \| |
|          | Bovidae (Bovins, Caprins et antilopes)                                                                  |
|          | |
|          | Moschidae (Cerfs porte-musc)                                                                            |
|          | |

|  | Bovidae (Bovins, Caprins et antilopes) |
|  |                                        |
|  | Moschidae (Cerfs porte-musc)           |
|  |                                        |

|  | Antilocapridae (Antilocapres)  |
|  |                                |
|  | Giraffidae (Girafes, okapi...) |
|  |                                |

|          | Cervidae (Cerfs, rennes...)                                                                             |
|          | |
| Bovoidea | \| \| Bovidae (Bovins, Caprins et antilopes) \| \| \| \| \| \| Moschidae (Cerfs porte-musc) \| \| \| \| |
|          | \| \| Bovidae (Bovins, Caprins et antilopes) \| \| \| \| \| \| Moschidae (Cerfs porte-musc) \| \| \| \| |
|          | Bovidae (Bovins, Caprins et antilopes)                                                                  |
|          | |
|          | Moschidae (Cerfs porte-musc)                                                                            |
|          | |

|  | Bovidae (Bovins, Caprins et antilopes) |
|  |                                        |
|  | Moschidae (Cerfs porte-musc)           |
|  |                                        |

|  | Cetacea (Baleines, dauphins ...) |
|  |                                  |
|  | Hippopotamidae (Hippopotames)    |
|  |                                  |

|  | Antilocapridae (Antilocapres)  |
|  |                                |
|  | Giraffidae (Girafes, okapi...) |
|  |                                |

|          | Cervidae (Cerfs, rennes...)                                                                             |
|          | |
| Bovoidea | \| \| Bovidae (Bovins, Caprins et antilopes) \| \| \| \| \| \| Moschidae (Cerfs porte-musc) \| \| \| \| |
|          | \| \| Bovidae (Bovins, Caprins et antilopes) \| \| \| \| \| \| Moschidae (Cerfs porte-musc) \| \| \| \| |
|          | Bovidae (Bovins, Caprins et antilopes)                                                                  |
|          | |
|          | Moschidae (Cerfs porte-musc)                                                                            |
|          | |

|  | Bovidae (Bovins, Caprins et antilopes) |
|  |                                        |
|  | Moschidae (Cerfs porte-musc)           |
|  |                                        |

|  | Antilocapridae (Antilocapres)  |
|  |                                |
|  | Giraffidae (Girafes, okapi...) |
|  |                                |

|          | Cervidae (Cerfs, rennes...)                                                                             |
|          | |
| Bovoidea | \| \| Bovidae (Bovins, Caprins et antilopes) \| \| \| \| \| \| Moschidae (Cerfs porte-musc) \| \| \| \| |
|          | \| \| Bovidae (Bovins, Caprins et antilopes) \| \| \| \| \| \| Moschidae (Cerfs porte-musc) \| \| \| \| |
|          | Bovidae (Bovins, Caprins et antilopes)                                                                  |
|          | |
|          | Moschidae (Cerfs porte-musc)                                                                            |
|          | |

|  | Bovidae (Bovins, Caprins et antilopes) |
|  |                                        |
|  | Moschidae (Cerfs porte-musc)           |
|  |                                        |

|  | Antilocapridae (Antilocapres)  |
|  |                                |
|  | Giraffidae (Girafes, okapi...) |
|  |                                |

|          | Cervidae (Cerfs, rennes...)                                                                             |
|          | |
| Bovoidea | \| \| Bovidae (Bovins, Caprins et antilopes) \| \| \| \| \| \| Moschidae (Cerfs porte-musc) \| \| \| \| |
|          | \| \| Bovidae (Bovins, Caprins et antilopes) \| \| \| \| \| \| Moschidae (Cerfs porte-musc) \| \| \| \| |
|          | Bovidae (Bovins, Caprins et antilopes)                                                                  |
|          | |
|          | Moschidae (Cerfs porte-musc)                                                                            |
|          | |

|  | Bovidae (Bovins, Caprins et antilopes) |
|  |                                        |
|  | Moschidae (Cerfs porte-musc)           |
|  |                                        |

|  | Antilocapridae (Antilocapres)  |
|  |                                |
|  | Giraffidae (Girafes, okapi...) |
|  |                                |

|          | Cervidae (Cerfs, rennes...)                                                                             |
|          | |
| Bovoidea | \| \| Bovidae (Bovins, Caprins et antilopes) \| \| \| \| \| \| Moschidae (Cerfs porte-musc) \| \| \| \| |
|          | \| \| Bovidae (Bovins, Caprins et antilopes) \| \| \| \| \| \| Moschidae (Cerfs porte-musc) \| \| \| \| |
|          | Bovidae (Bovins, Caprins et antilopes)                                                                  |
|          | |
|          | Moschidae (Cerfs porte-musc)                                                                            |
|          | |

|  | Bovidae (Bovins, Caprins et antilopes) |
|  |                                        |
|  | Moschidae (Cerfs porte-musc)           |
|  |                                        |

|  | Camelidae (Chameaux, lamas…) |
|  |                              |

|  | Suidae (Porcins)      |
|  |                       |
|  | Tayassuidae (Pécaris) |
|  |                       |

|  | Cetacea (Baleines, dauphins ...) |
|  |                                  |
|  | Hippopotamidae (Hippopotames)    |
|  |                                  |

|  | Antilocapridae (Antilocapres)  |
|  |                                |
|  | Giraffidae (Girafes, okapi...) |
|  |                                |

|          | Cervidae (Cerfs, rennes...)                                                                             |
|          | |
| Bovoidea | \| \| Bovidae (Bovins, Caprins et antilopes) \| \| \| \| \| \| Moschidae (Cerfs porte-musc) \| \| \| \| |
|          | \| \| Bovidae (Bovins, Caprins et antilopes) \| \| \| \| \| \| Moschidae (Cerfs porte-musc) \| \| \| \| |
|          | Bovidae (Bovins, Caprins et antilopes)                                                                  |
|          | |
|          | Moschidae (Cerfs porte-musc)                                                                            |
|          | |

|  | Bovidae (Bovins, Caprins et antilopes) |
|  |                                        |
|  | Moschidae (Cerfs porte-musc)           |
|  |                                        |

|  | Antilocapridae (Antilocapres)  |
|  |                                |
|  | Giraffidae (Girafes, okapi...) |
|  |                                |

|          | Cervidae (Cerfs, rennes...)                                                                             |
|          | |
| Bovoidea | \| \| Bovidae (Bovins, Caprins et antilopes) \| \| \| \| \| \| Moschidae (Cerfs porte-musc) \| \| \| \| |
|          | \| \| Bovidae (Bovins, Caprins et antilopes) \| \| \| \| \| \| Moschidae (Cerfs porte-musc) \| \| \| \| |
|          | Bovidae (Bovins, Caprins et antilopes)                                                                  |
|          | |
|          | Moschidae (Cerfs porte-musc)                                                                            |
|          | |

|  | Bovidae (Bovins, Caprins et antilopes) |
|  |                                        |
|  | Moschidae (Cerfs porte-musc)           |
|  |                                        |

|  | Antilocapridae (Antilocapres)  |
|  |                                |
|  | Giraffidae (Girafes, okapi...) |
|  |                                |

|          | Cervidae (Cerfs, rennes...)                                                                             |
|          | |
| Bovoidea | \| \| Bovidae (Bovins, Caprins et antilopes) \| \| \| \| \| \| Moschidae (Cerfs porte-musc) \| \| \| \| |
|          | \| \| Bovidae (Bovins, Caprins et antilopes) \| \| \| \| \| \| Moschidae (Cerfs porte-musc) \| \| \| \| |
|          | Bovidae (Bovins, Caprins et antilopes)                                                                  |
|          | |
|          | Moschidae (Cerfs porte-musc)                                                                            |
|          | |

|  | Bovidae (Bovins, Caprins et antilopes) |
|  |                                        |
|  | Moschidae (Cerfs porte-musc)           |
|  |                                        |

|  | Antilocapridae (Antilocapres)  |
|  |                                |
|  | Giraffidae (Girafes, okapi...) |
|  |                                |

|          | Cervidae (Cerfs, rennes...)                                                                             |
|          | |
| Bovoidea | \| \| Bovidae (Bovins, Caprins et antilopes) \| \| \| \| \| \| Moschidae (Cerfs porte-musc) \| \| \| \| |
|          | \| \| Bovidae (Bovins, Caprins et antilopes) \| \| \| \| \| \| Moschidae (Cerfs porte-musc) \| \| \| \| |
|          | Bovidae (Bovins, Caprins et antilopes)                                                                  |
|          | |
|          | Moschidae (Cerfs porte-musc)                                                                            |
|          | |

|  | Bovidae (Bovins, Caprins et antilopes) |
|  |                                        |
|  | Moschidae (Cerfs porte-musc)           |
|  |                                        |

|  | Cetacea (Baleines, dauphins ...) |
|  |                                  |
|  | Hippopotamidae (Hippopotames)    |
|  |                                  |

|  | Antilocapridae (Antilocapres)  |
|  |                                |
|  | Giraffidae (Girafes, okapi...) |
|  |                                |

|          | Cervidae (Cerfs, rennes...)                                                                             |
|          | |
| Bovoidea | \| \| Bovidae (Bovins, Caprins et antilopes) \| \| \| \| \| \| Moschidae (Cerfs porte-musc) \| \| \| \| |
|          | \| \| Bovidae (Bovins, Caprins et antilopes) \| \| \| \| \| \| Moschidae (Cerfs porte-musc) \| \| \| \| |
|          | Bovidae (Bovins, Caprins et antilopes)                                                                  |
|          | |
|          | Moschidae (Cerfs porte-musc)                                                                            |
|          | |

|  | Bovidae (Bovins, Caprins et antilopes) |
|  |                                        |
|  | Moschidae (Cerfs porte-musc)           |
|  |                                        |

|  | Antilocapridae (Antilocapres)  |
|  |                                |
|  | Giraffidae (Girafes, okapi...) |
|  |                                |

|          | Cervidae (Cerfs, rennes...)                                                                             |
|          | |
| Bovoidea | \| \| Bovidae (Bovins, Caprins et antilopes) \| \| \| \| \| \| Moschidae (Cerfs porte-musc) \| \| \| \| |
|          | \| \| Bovidae (Bovins, Caprins et antilopes) \| \| \| \| \| \| Moschidae (Cerfs porte-musc) \| \| \| \| |
|          | Bovidae (Bovins, Caprins et antilopes)                                                                  |
|          | |
|          | Moschidae (Cerfs porte-musc)                                                                            |
|          | |

|  | Bovidae (Bovins, Caprins et antilopes) |
|  |                                        |
|  | Moschidae (Cerfs porte-musc)           |
|  |                                        |

|  | Antilocapridae (Antilocapres)  |
|  |                                |
|  | Giraffidae (Girafes, okapi...) |
|  |                                |

|          | Cervidae (Cerfs, rennes...)                                                                             |
|          | |
| Bovoidea | \| \| Bovidae (Bovins, Caprins et antilopes) \| \| \| \| \| \| Moschidae (Cerfs porte-musc) \| \| \| \| |
|          | \| \| Bovidae (Bovins, Caprins et antilopes) \| \| \| \| \| \| Moschidae (Cerfs porte-musc) \| \| \| \| |
|          | Bovidae (Bovins, Caprins et antilopes)                                                                  |
|          | |
|          | Moschidae (Cerfs porte-musc)                                                                            |
|          | |

|  | Bovidae (Bovins, Caprins et antilopes) |
|  |                                        |
|  | Moschidae (Cerfs porte-musc)           |
|  |                                        |

|  | Antilocapridae (Antilocapres)  |
|  |                                |
|  | Giraffidae (Girafes, okapi...) |
|  |                                |

|          | Cervidae (Cerfs, rennes...)                                                                             |
|          | |
| Bovoidea | \| \| Bovidae (Bovins, Caprins et antilopes) \| \| \| \| \| \| Moschidae (Cerfs porte-musc) \| \| \| \| |
|          | \| \| Bovidae (Bovins, Caprins et antilopes) \| \| \| \| \| \| Moschidae (Cerfs porte-musc) \| \| \| \| |
|          | Bovidae (Bovins, Caprins et antilopes)                                                                  |
|          | |
|          | Moschidae (Cerfs porte-musc)                                                                            |
|          | |

|  | Bovidae (Bovins, Caprins et antilopes) |
|  |                                        |
|  | Moschidae (Cerfs porte-musc)           |
|  |                                        |

|  | Suidae (Porcins)      |
|  |                       |
|  | Tayassuidae (Pécaris) |
|  |                       |

|  | Cetacea (Baleines, dauphins ...) |
|  |                                  |
|  | Hippopotamidae (Hippopotames)    |
|  |                                  |

|  | Antilocapridae (Antilocapres)  |
|  |                                |
|  | Giraffidae (Girafes, okapi...) |
|  |                                |

|          | Cervidae (Cerfs, rennes...)                                                                             |
|          | |
| Bovoidea | \| \| Bovidae (Bovins, Caprins et antilopes) \| \| \| \| \| \| Moschidae (Cerfs porte-musc) \| \| \| \| |
|          | \| \| Bovidae (Bovins, Caprins et antilopes) \| \| \| \| \| \| Moschidae (Cerfs porte-musc) \| \| \| \| |
|          | Bovidae (Bovins, Caprins et antilopes)                                                                  |
|          | |
|          | Moschidae (Cerfs porte-musc)                                                                            |
|          | |

|  | Bovidae (Bovins, Caprins et antilopes) |
|  |                                        |
|  | Moschidae (Cerfs porte-musc)           |
|  |                                        |

|  | Antilocapridae (Antilocapres)  |
|  |                                |
|  | Giraffidae (Girafes, okapi...) |
|  |                                |

|          | Cervidae (Cerfs, rennes...)                                                                             |
|          | |
| Bovoidea | \| \| Bovidae (Bovins, Caprins et antilopes) \| \| \| \| \| \| Moschidae (Cerfs porte-musc) \| \| \| \| |
|          | \| \| Bovidae (Bovins, Caprins et antilopes) \| \| \| \| \| \| Moschidae (Cerfs porte-musc) \| \| \| \| |
|          | Bovidae (Bovins, Caprins et antilopes)                                                                  |
|          | |
|          | Moschidae (Cerfs porte-musc)                                                                            |
|          | |

|  | Bovidae (Bovins, Caprins et antilopes) |
|  |                                        |
|  | Moschidae (Cerfs porte-musc)           |
|  |                                        |

|  | Antilocapridae (Antilocapres)  |
|  |                                |
|  | Giraffidae (Girafes, okapi...) |
|  |                                |

|          | Cervidae (Cerfs, rennes...)                                                                             |
|          | |
| Bovoidea | \| \| Bovidae (Bovins, Caprins et antilopes) \| \| \| \| \| \| Moschidae (Cerfs porte-musc) \| \| \| \| |
|          | \| \| Bovidae (Bovins, Caprins et antilopes) \| \| \| \| \| \| Moschidae (Cerfs porte-musc) \| \| \| \| |
|          | Bovidae (Bovins, Caprins et antilopes)                                                                  |
|          | |
|          | Moschidae (Cerfs porte-musc)                                                                            |
|          | |

|  | Bovidae (Bovins, Caprins et antilopes) |
|  |                                        |
|  | Moschidae (Cerfs porte-musc)           |
|  |                                        |

|  | Antilocapridae (Antilocapres)  |
|  |                                |
|  | Giraffidae (Girafes, okapi...) |
|  |                                |

|          | Cervidae (Cerfs, rennes...)                                                                             |
|          | |
| Bovoidea | \| \| Bovidae (Bovins, Caprins et antilopes) \| \| \| \| \| \| Moschidae (Cerfs porte-musc) \| \| \| \| |
|          | \| \| Bovidae (Bovins, Caprins et antilopes) \| \| \| \| \| \| Moschidae (Cerfs porte-musc) \| \| \| \| |
|          | Bovidae (Bovins, Caprins et antilopes)                                                                  |
|          | |
|          | Moschidae (Cerfs porte-musc)                                                                            |
|          | |

|  | Bovidae (Bovins, Caprins et antilopes) |
|  |                                        |
|  | Moschidae (Cerfs porte-musc)           |
|  |                                        |

|  | Cetacea (Baleines, dauphins ...) |
|  |                                  |
|  | Hippopotamidae (Hippopotames)    |
|  |                                  |

|  | Antilocapridae (Antilocapres)  |
|  |                                |
|  | Giraffidae (Girafes, okapi...) |
|  |                                |

|          | Cervidae (Cerfs, rennes...)                                                                             |
|          | |
| Bovoidea | \| \| Bovidae (Bovins, Caprins et antilopes) \| \| \| \| \| \| Moschidae (Cerfs porte-musc) \| \| \| \| |
|          | \| \| Bovidae (Bovins, Caprins et antilopes) \| \| \| \| \| \| Moschidae (Cerfs porte-musc) \| \| \| \| |
|          | Bovidae (Bovins, Caprins et antilopes)                                                                  |
|          | |
|          | Moschidae (Cerfs porte-musc)                                                                            |
|          | |

|  | Bovidae (Bovins, Caprins et antilopes) |
|  |                                        |
|  | Moschidae (Cerfs porte-musc)           |
|  |                                        |

|  | Antilocapridae (Antilocapres)  |
|  |                                |
|  | Giraffidae (Girafes, okapi...) |
|  |                                |

|          | Cervidae (Cerfs, rennes...)                                                                             |
|          | |
| Bovoidea | \| \| Bovidae (Bovins, Caprins et antilopes) \| \| \| \| \| \| Moschidae (Cerfs porte-musc) \| \| \| \| |
|          | \| \| Bovidae (Bovins, Caprins et antilopes) \| \| \| \| \| \| Moschidae (Cerfs porte-musc) \| \| \| \| |
|          | Bovidae (Bovins, Caprins et antilopes)                                                                  |
|          | |
|          | Moschidae (Cerfs porte-musc)                                                                            |
|          | |

|  | Bovidae (Bovins, Caprins et antilopes) |
|  |                                        |
|  | Moschidae (Cerfs porte-musc)           |
|  |                                        |

|  | Antilocapridae (Antilocapres)  |
|  |                                |
|  | Giraffidae (Girafes, okapi...) |
|  |                                |

|          | Cervidae (Cerfs, rennes...)                                                                             |
|          | |
| Bovoidea | \| \| Bovidae (Bovins, Caprins et antilopes) \| \| \| \| \| \| Moschidae (Cerfs porte-musc) \| \| \| \| |
|          | \| \| Bovidae (Bovins, Caprins et antilopes) \| \| \| \| \| \| Moschidae (Cerfs porte-musc) \| \| \| \| |
|          | Bovidae (Bovins, Caprins et antilopes)                                                                  |
|          | |
|          | Moschidae (Cerfs porte-musc)                                                                            |
|          | |

|  | Bovidae (Bovins, Caprins et antilopes) |
|  |                                        |
|  | Moschidae (Cerfs porte-musc)           |
|  |                                        |

|  | Antilocapridae (Antilocapres)  |
|  |                                |
|  | Giraffidae (Girafes, okapi...) |
|  |                                |

|          | Cervidae (Cerfs, rennes...)                                                                             |
|          | |
| Bovoidea | \| \| Bovidae (Bovins, Caprins et antilopes) \| \| \| \| \| \| Moschidae (Cerfs porte-musc) \| \| \| \| |
|          | \| \| Bovidae (Bovins, Caprins et antilopes) \| \| \| \| \| \| Moschidae (Cerfs porte-musc) \| \| \| \| |
|          | Bovidae (Bovins, Caprins et antilopes)                                                                  |
|          | |
|          | Moschidae (Cerfs porte-musc)                                                                            |
|          | |

|  | Bovidae (Bovins, Caprins et antilopes) |
|  |                                        |
|  | Moschidae (Cerfs porte-musc)           |
|  |                                        |

La place des Cétacés au sein des Artiodactyles et à proximité des Hippopotames est un produit récent de la phylogénie moléculaire, confirmée depuis par des découvertes de fossiles. Les parentés des grands groupes et des familles, éteintes et actuelles, indiquées sur le cladogramme ci-dessus, suivent Geisler et al. 2007.

## Galerie

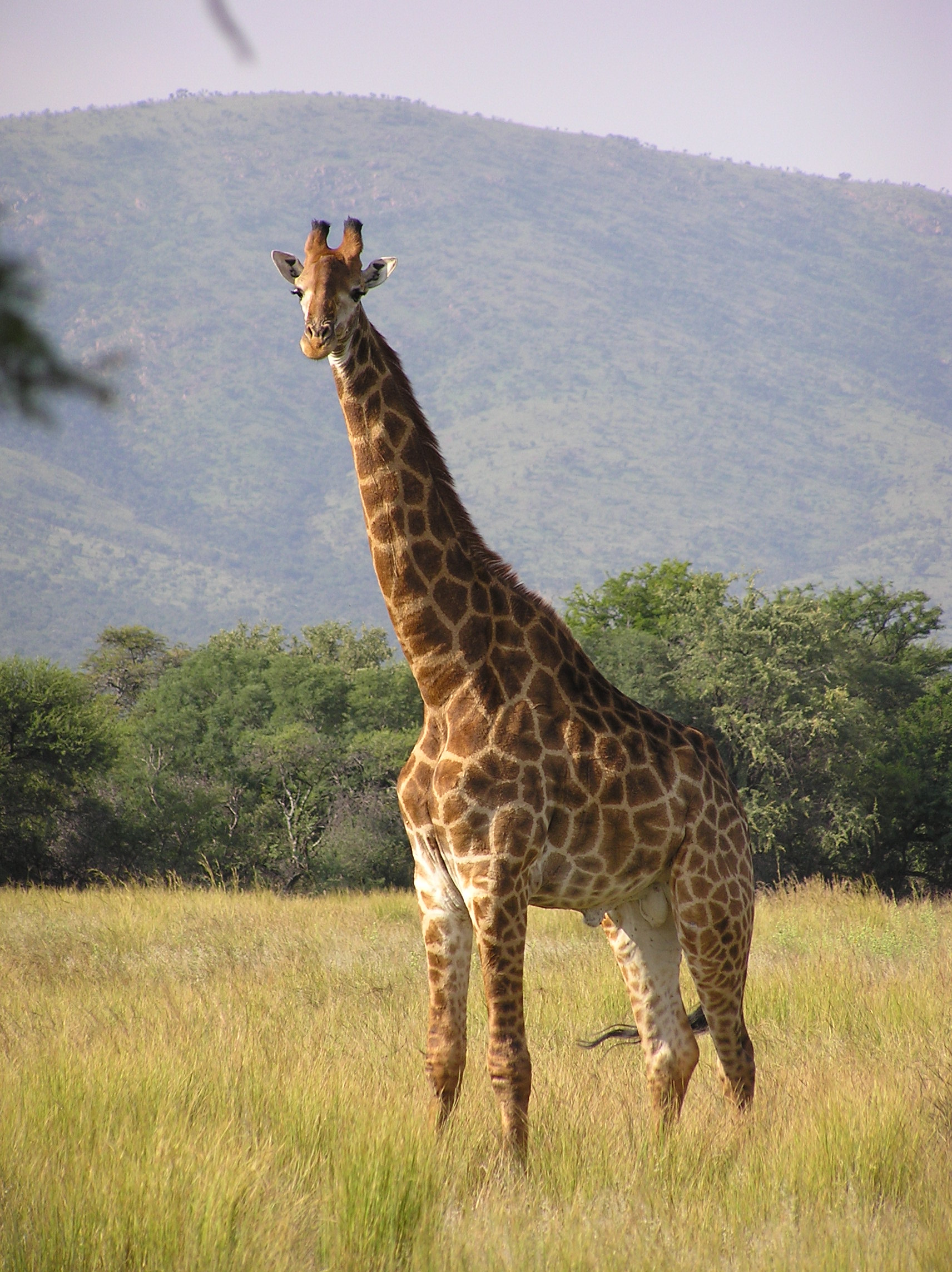
Girafe (Giraffa camelopardalis, Giraffidae)
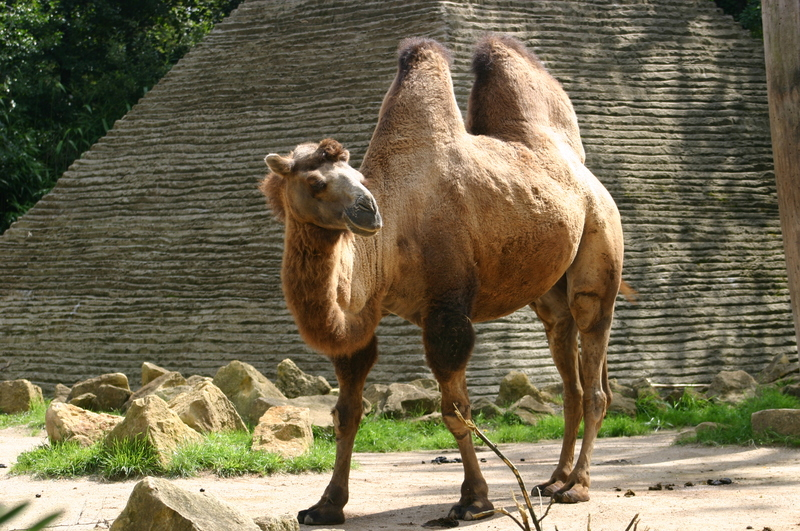
Chameau (Camelus bactrianus, Camelidae)
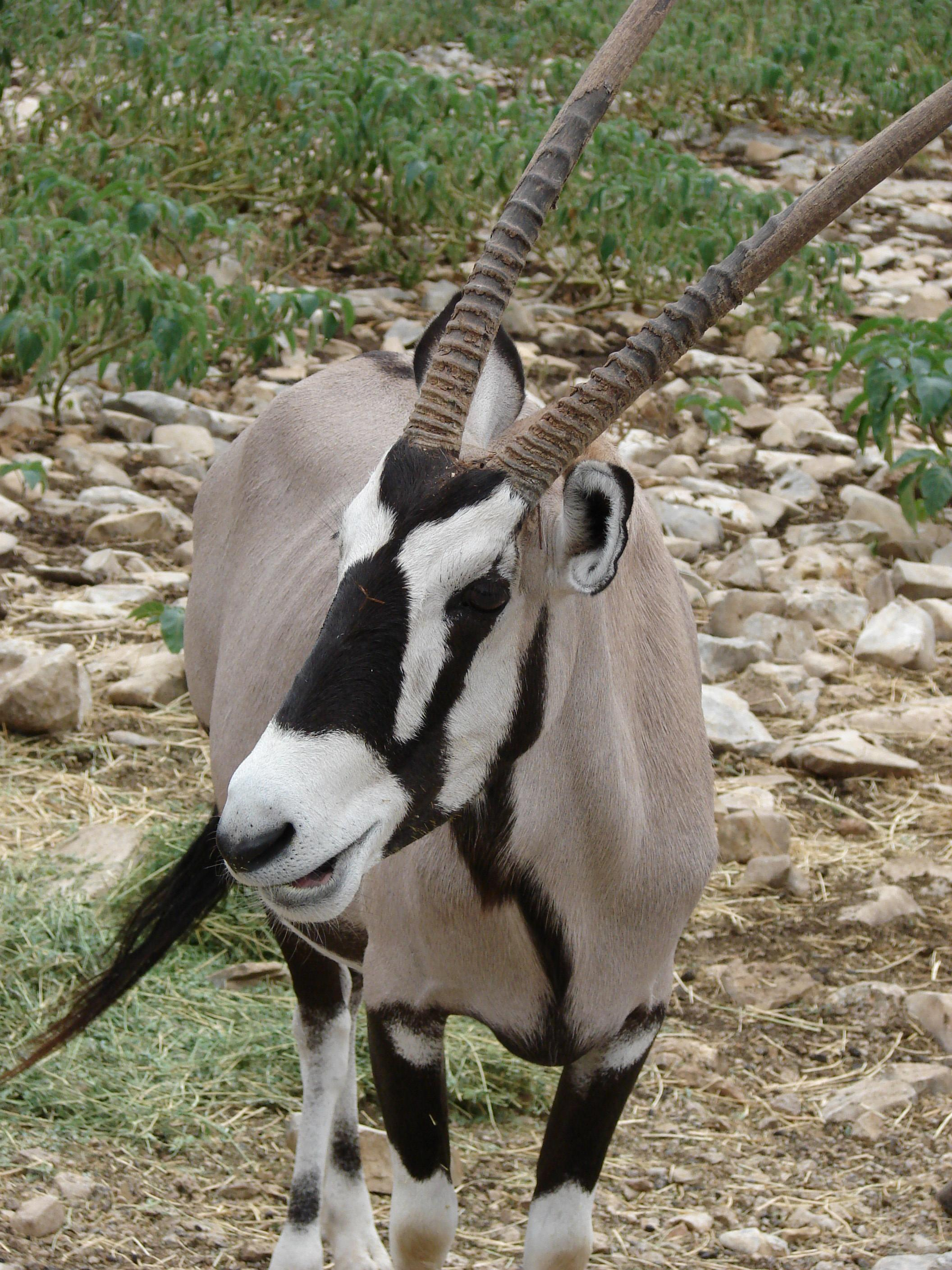
Oryx gazelle (Oryx gazella, Bovidae)
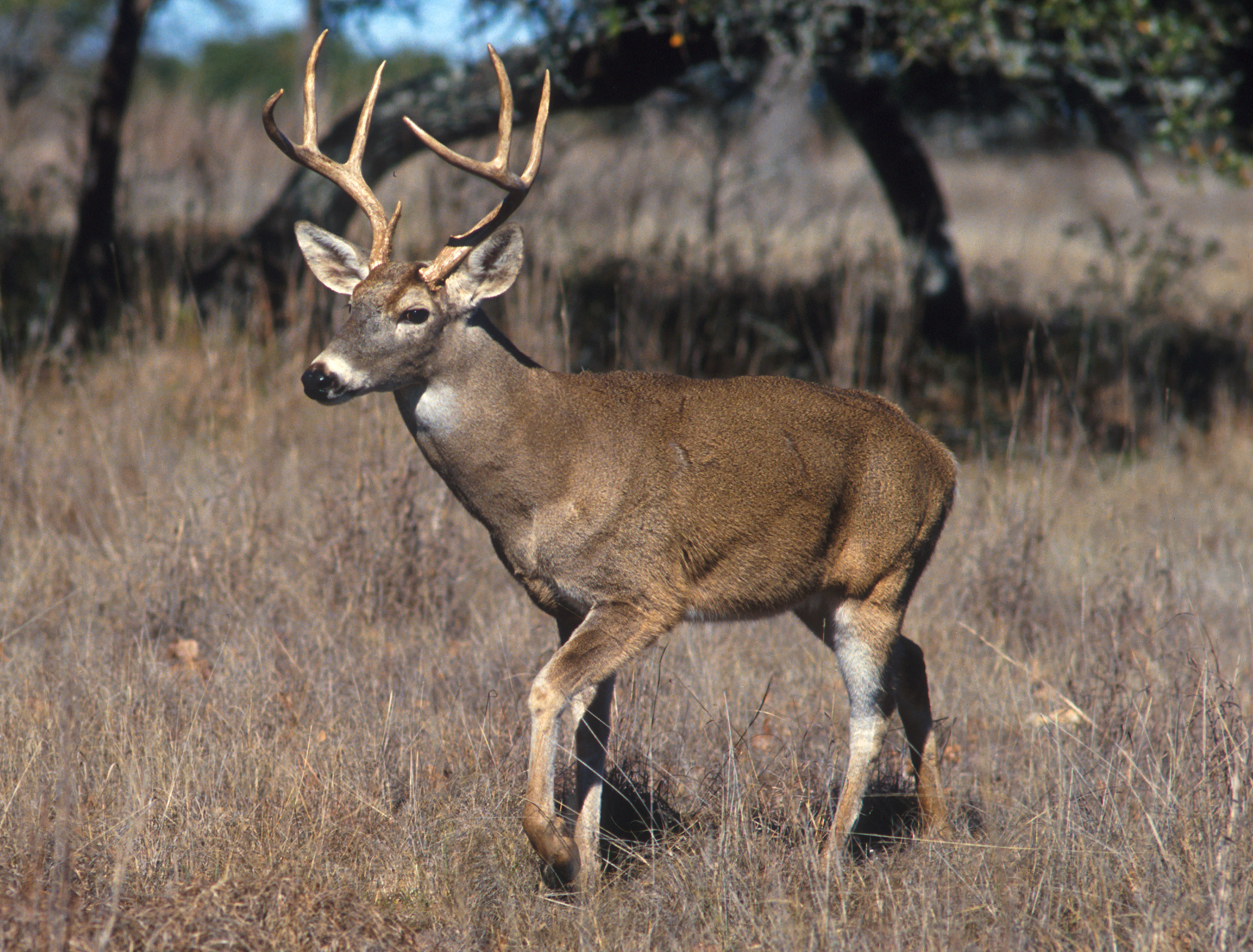
Cerf de Virginie (Odocoileus virginianus, Cervidae)
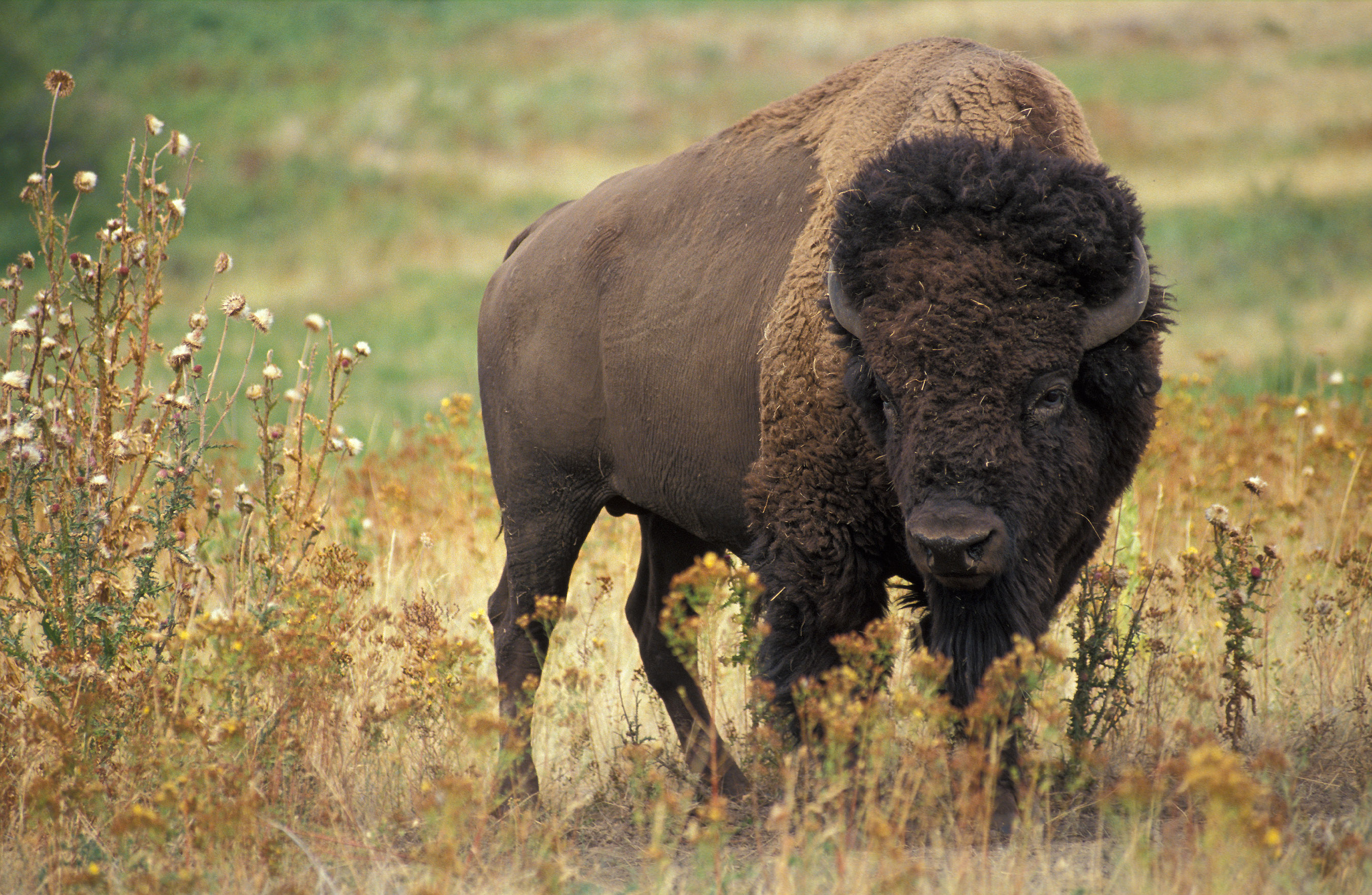
Bison d'Amérique (Bison bison, Bovidae)
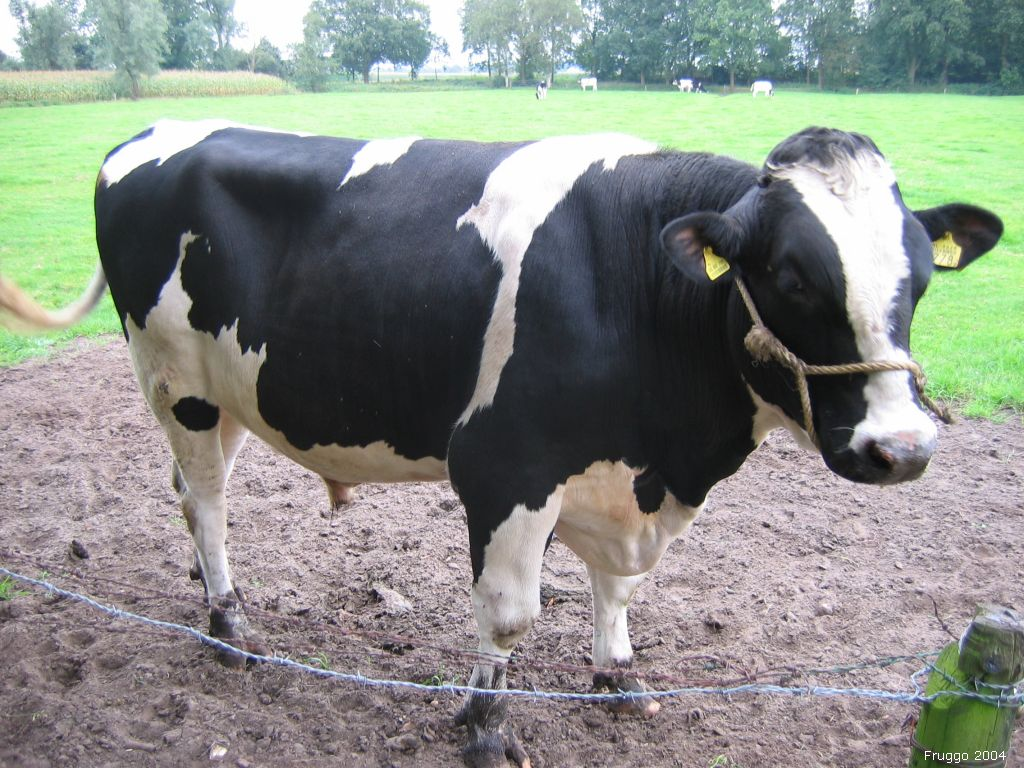
Vache domestique (Bos taurus, Bovidae)
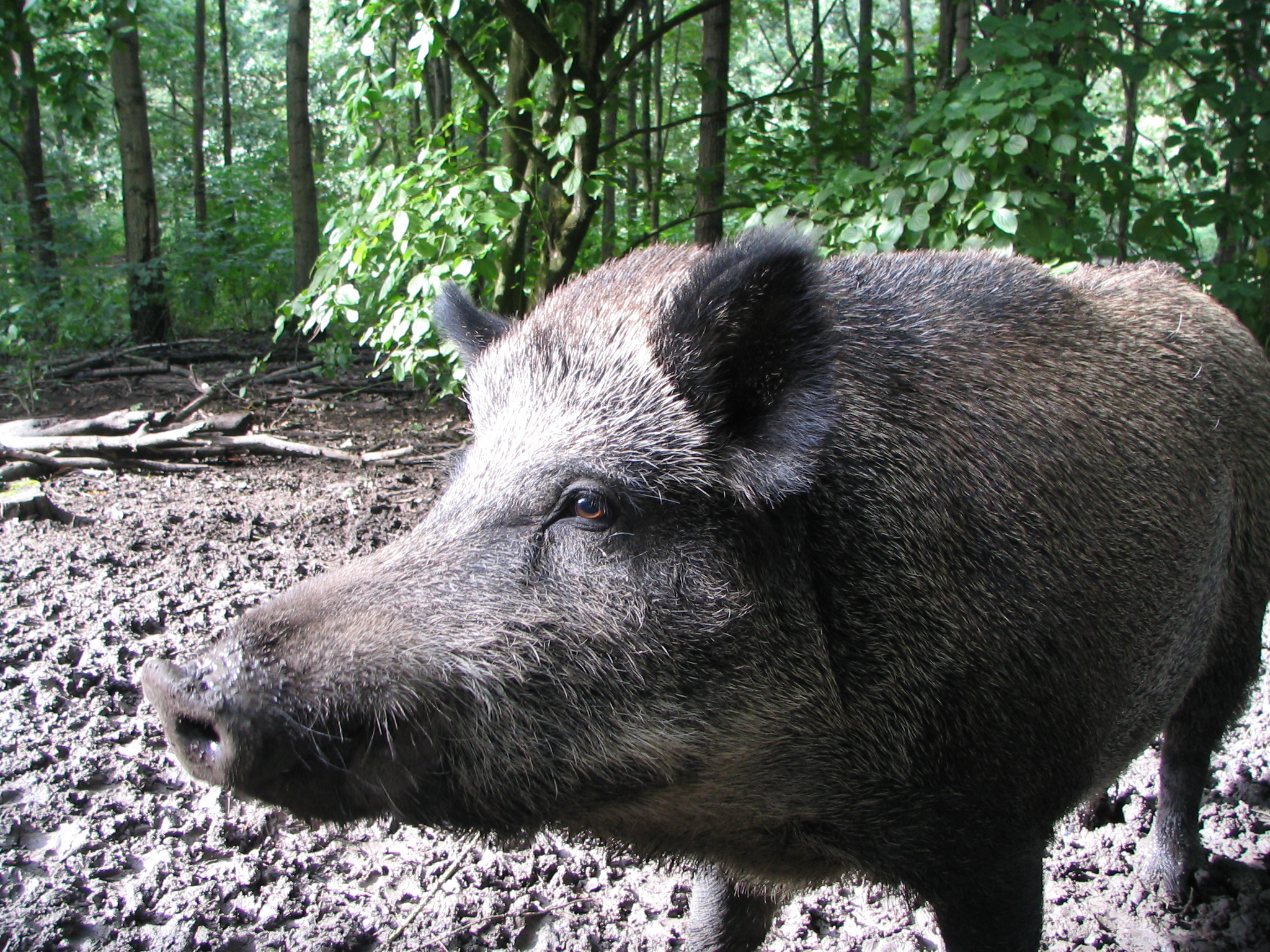
Sanglier d'Europe (Sus scrofa, Suidae)
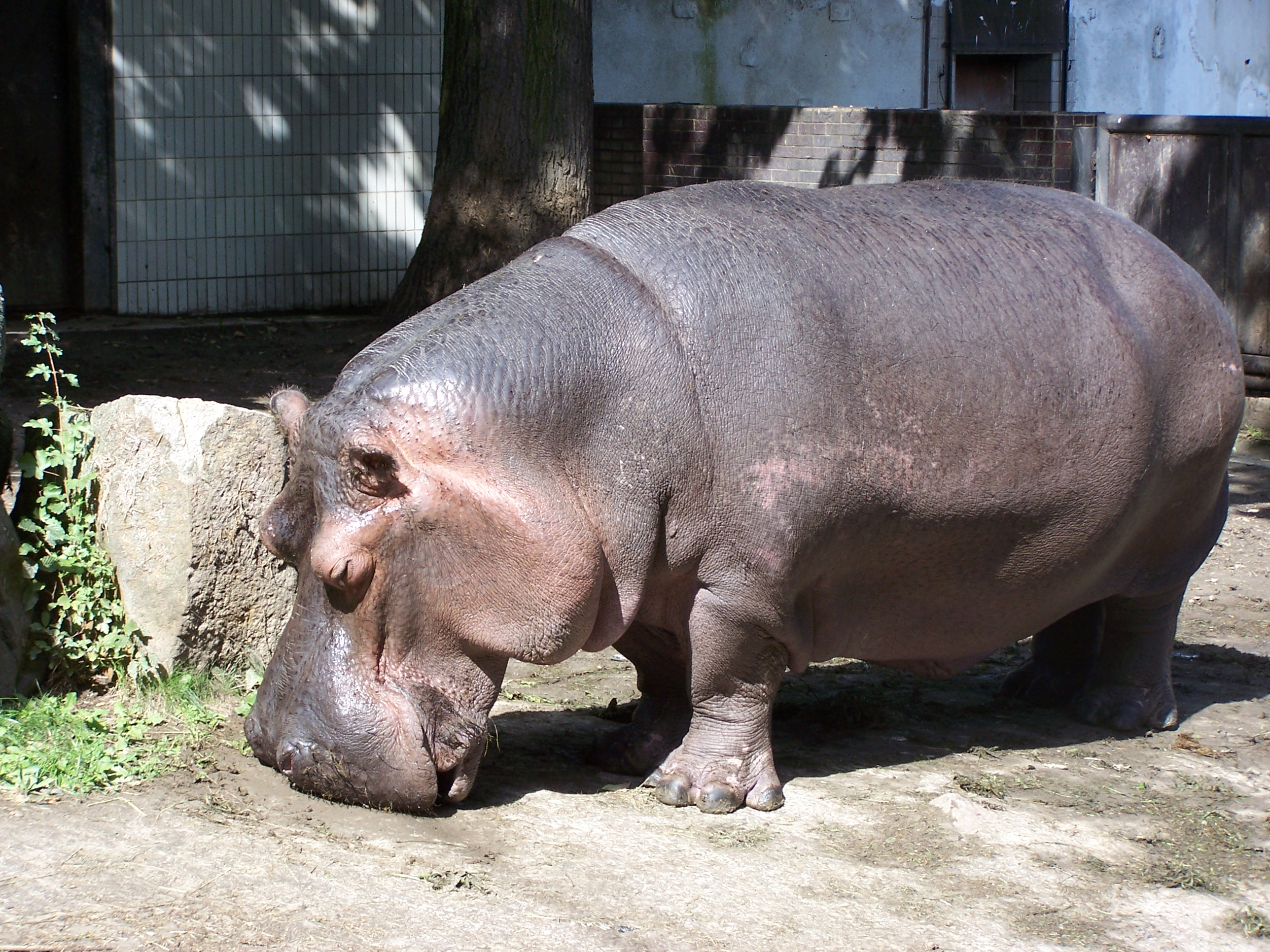
Hippopotame (Hippopotamus amphibius, Hippopotamidae)
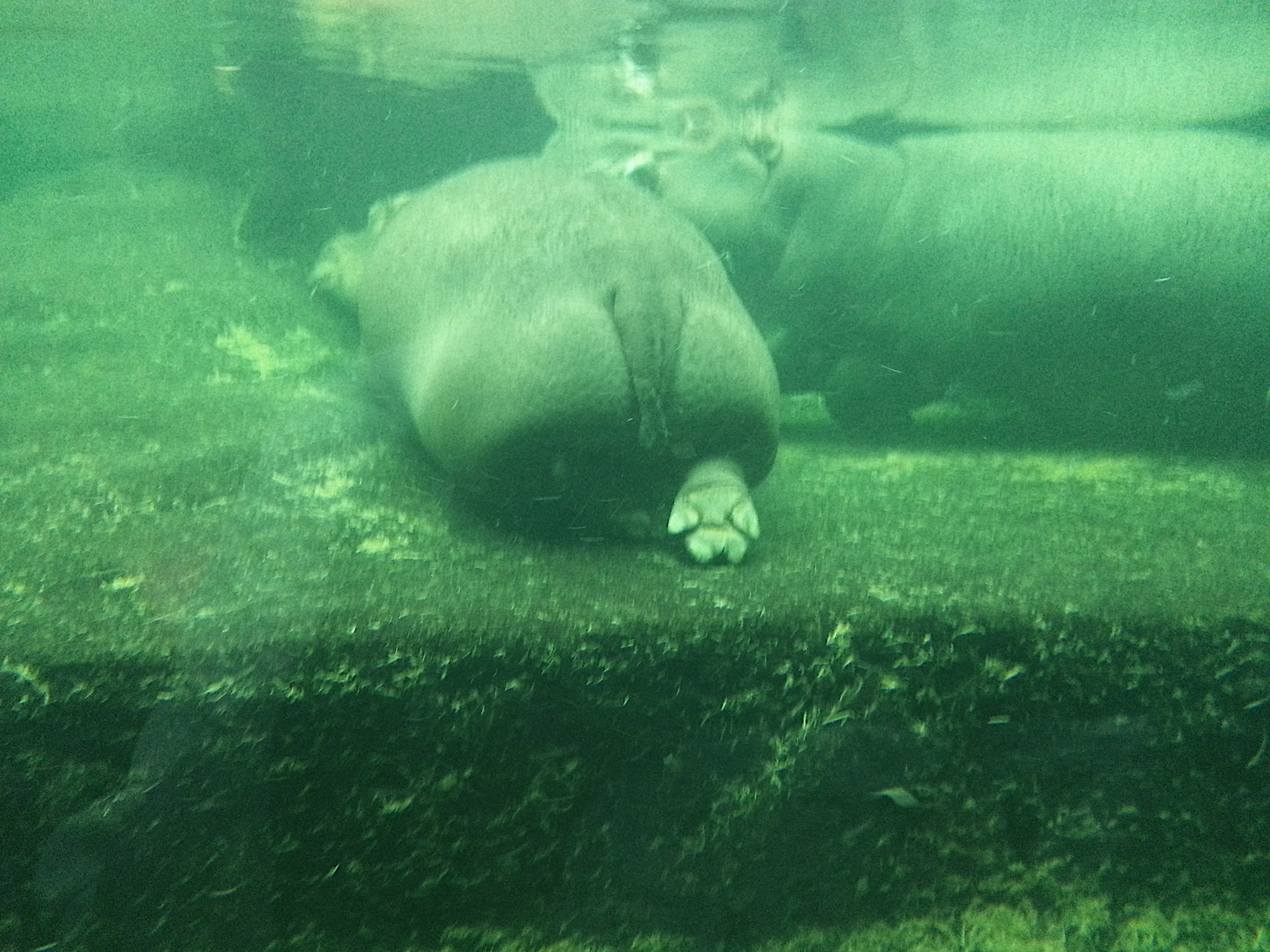
Vue sous l'eau des 4 doigts de la patte arrière d'un hippopotame signant son appartenance aux Artiodactyles.

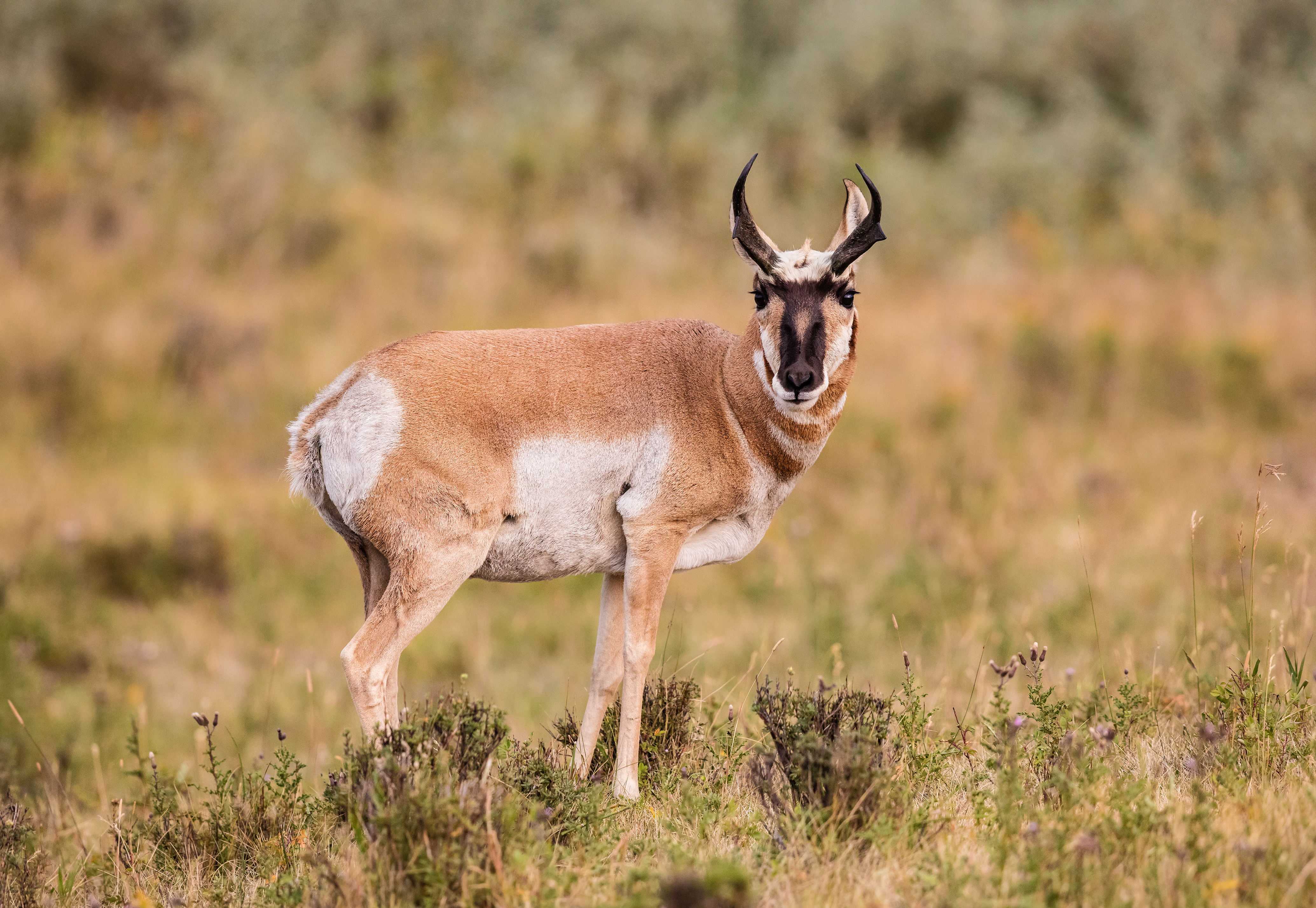
Antilocapra americana (Antilocapridae)
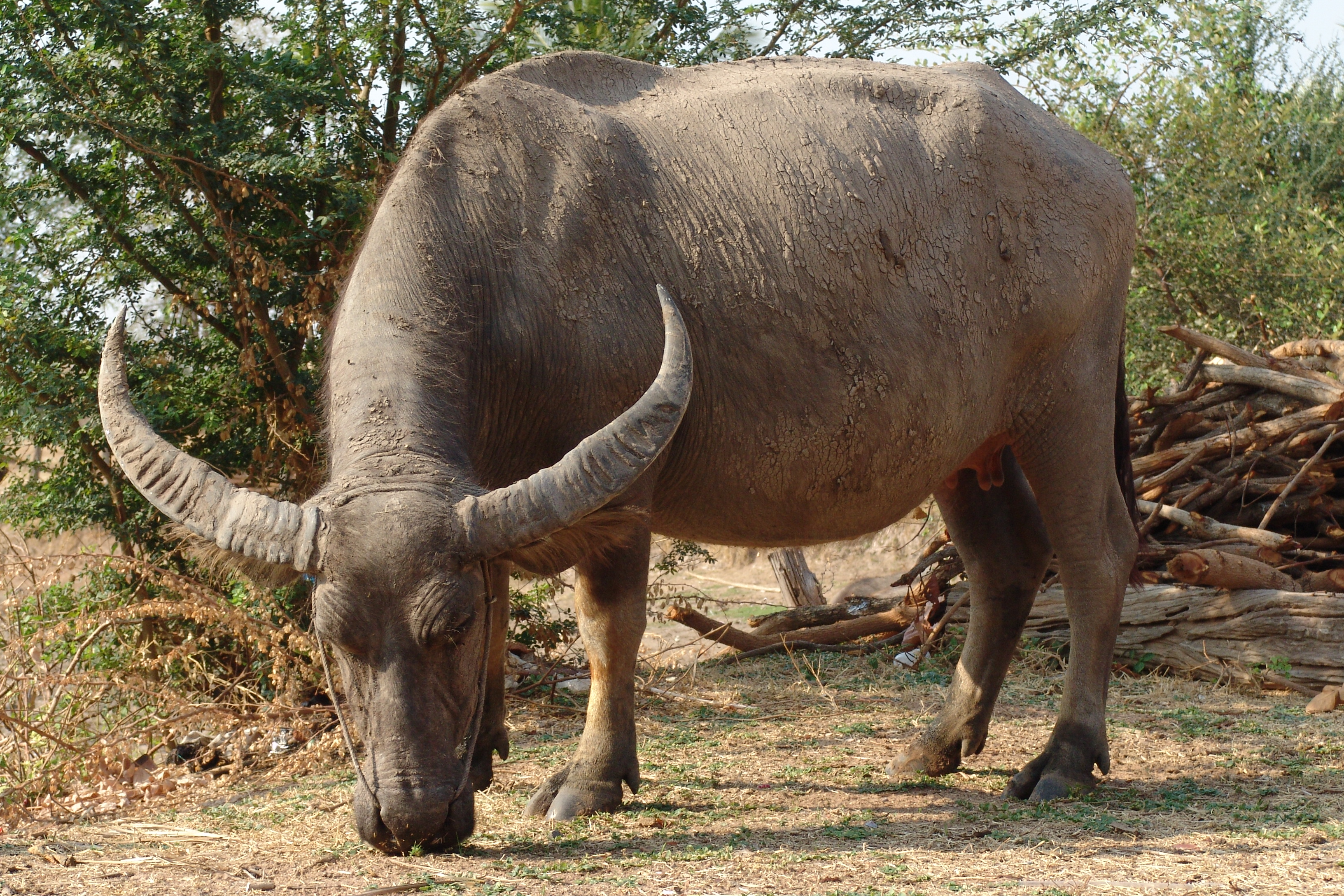
Bubalus bubalis (Bovidae)
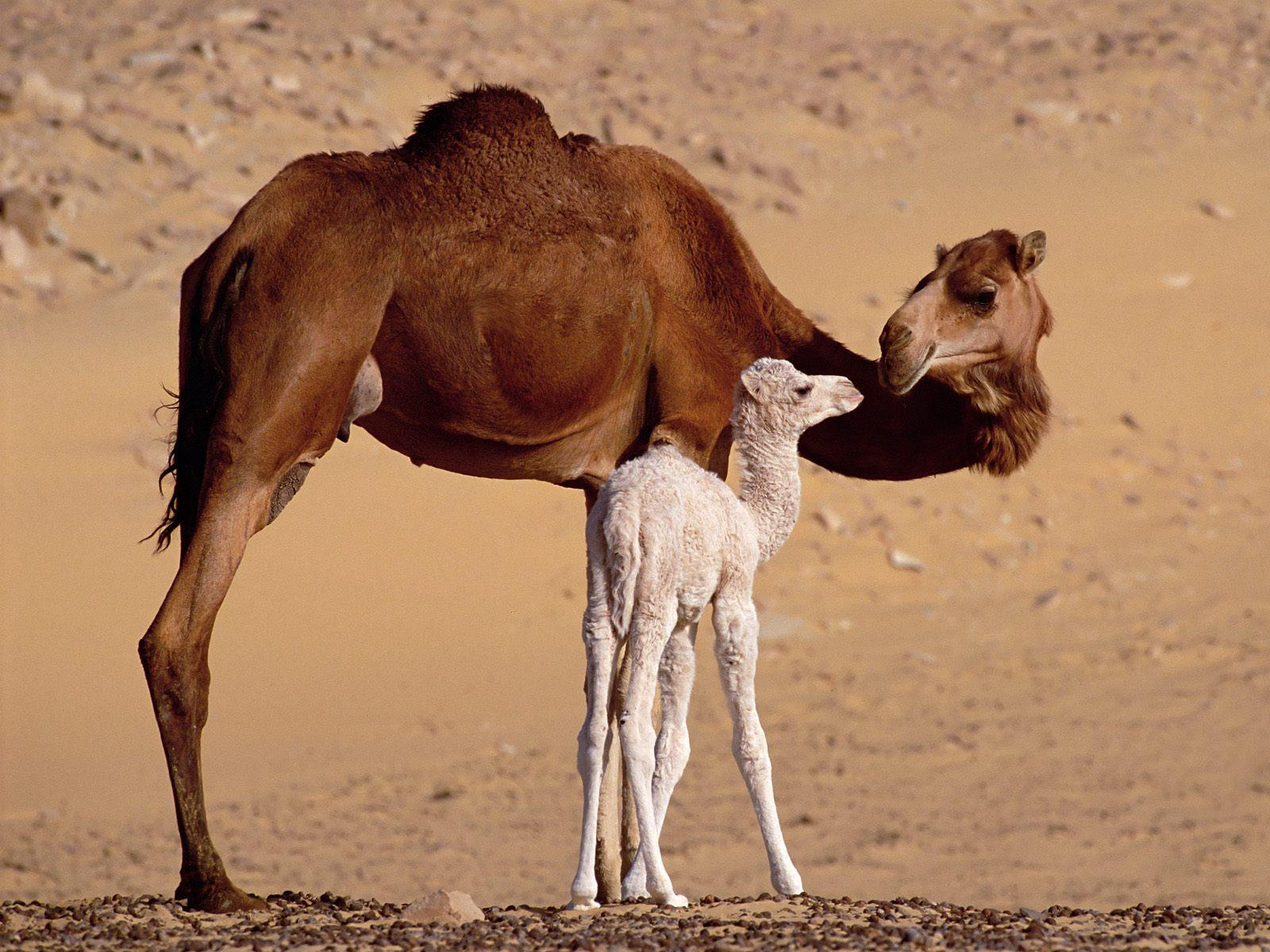
Camelus dromedarius (Camelidae)
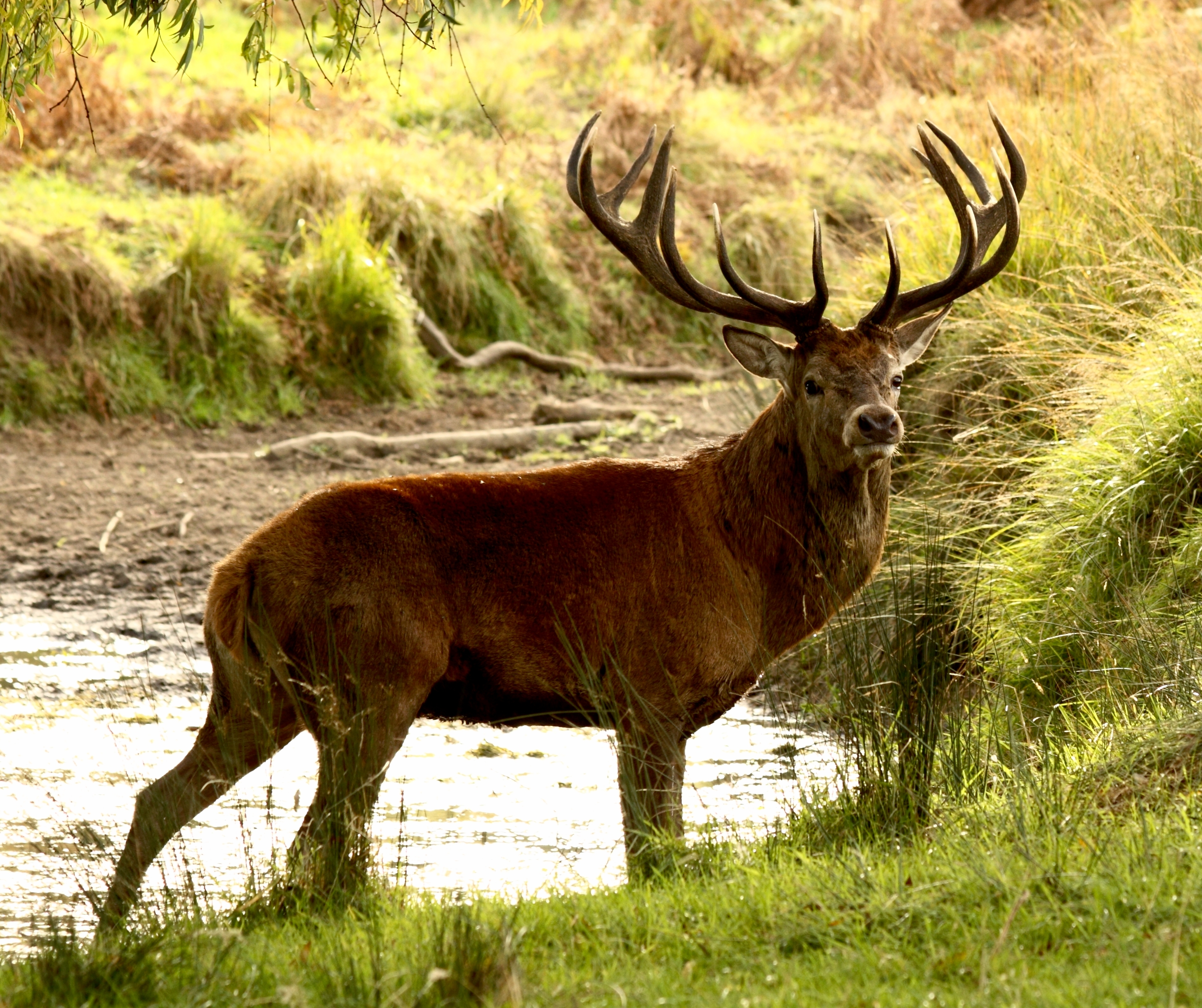
Cervus elaphus (Cervidae)
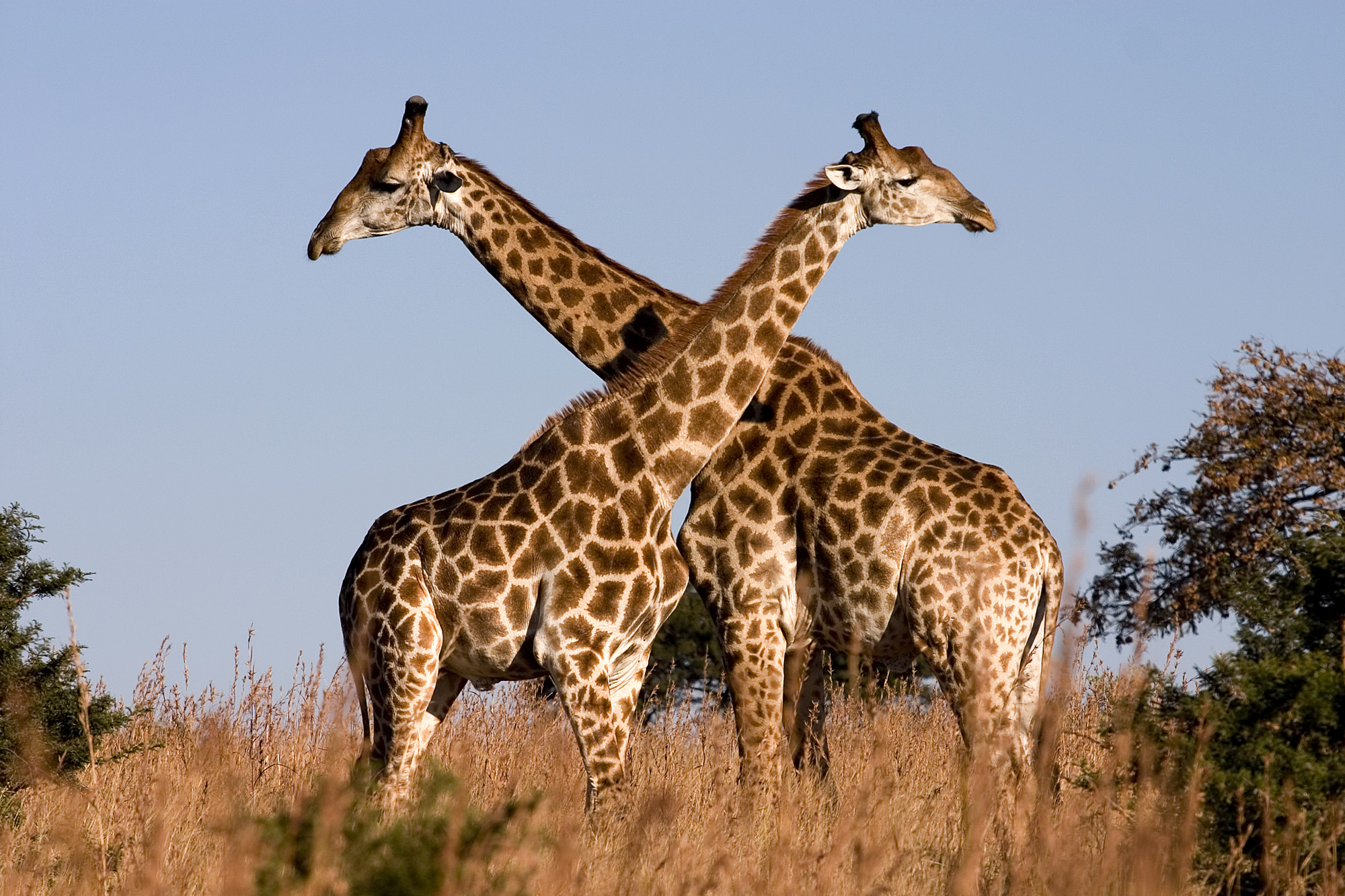
Giraffa camelopardalis (Giraffidae)
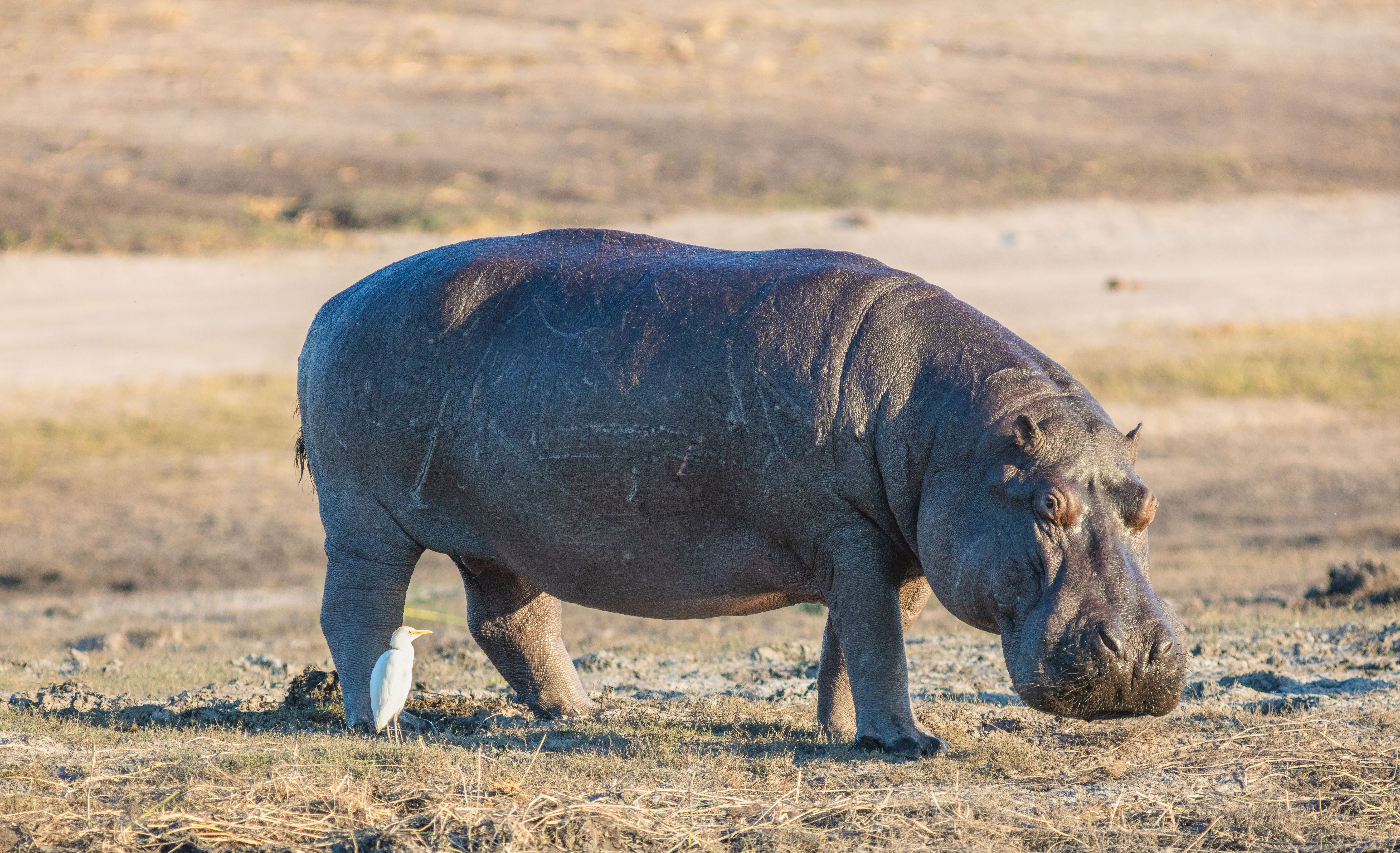
Hippopotamus amphibius (Hippopotamidae)
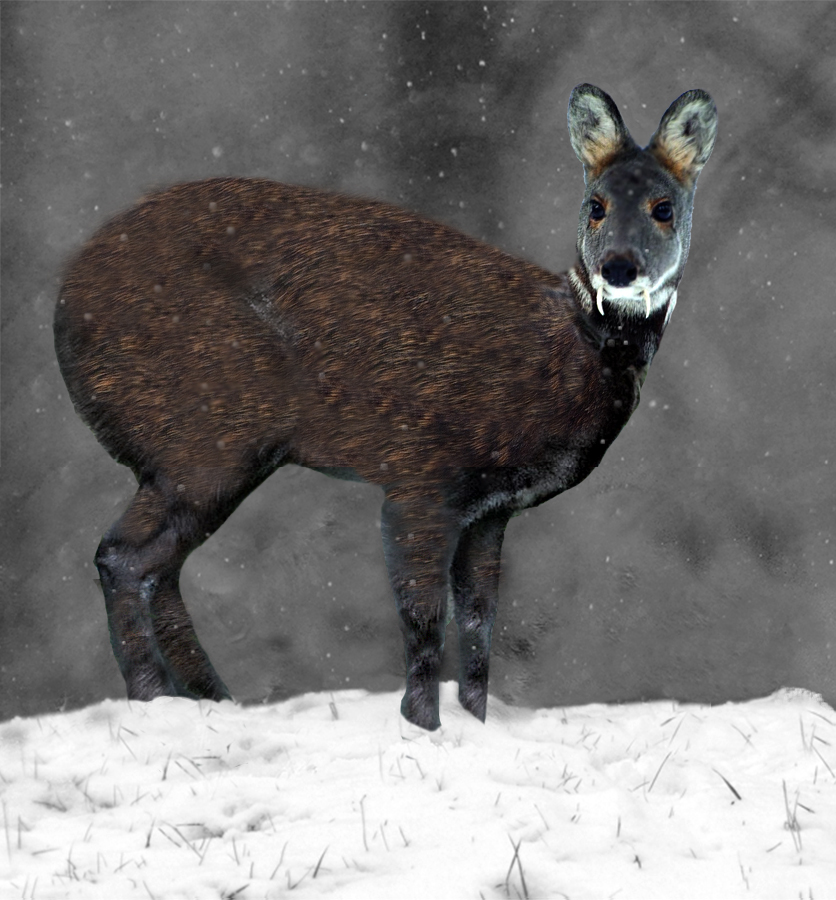
Moschus moschiferus (Moschidae)
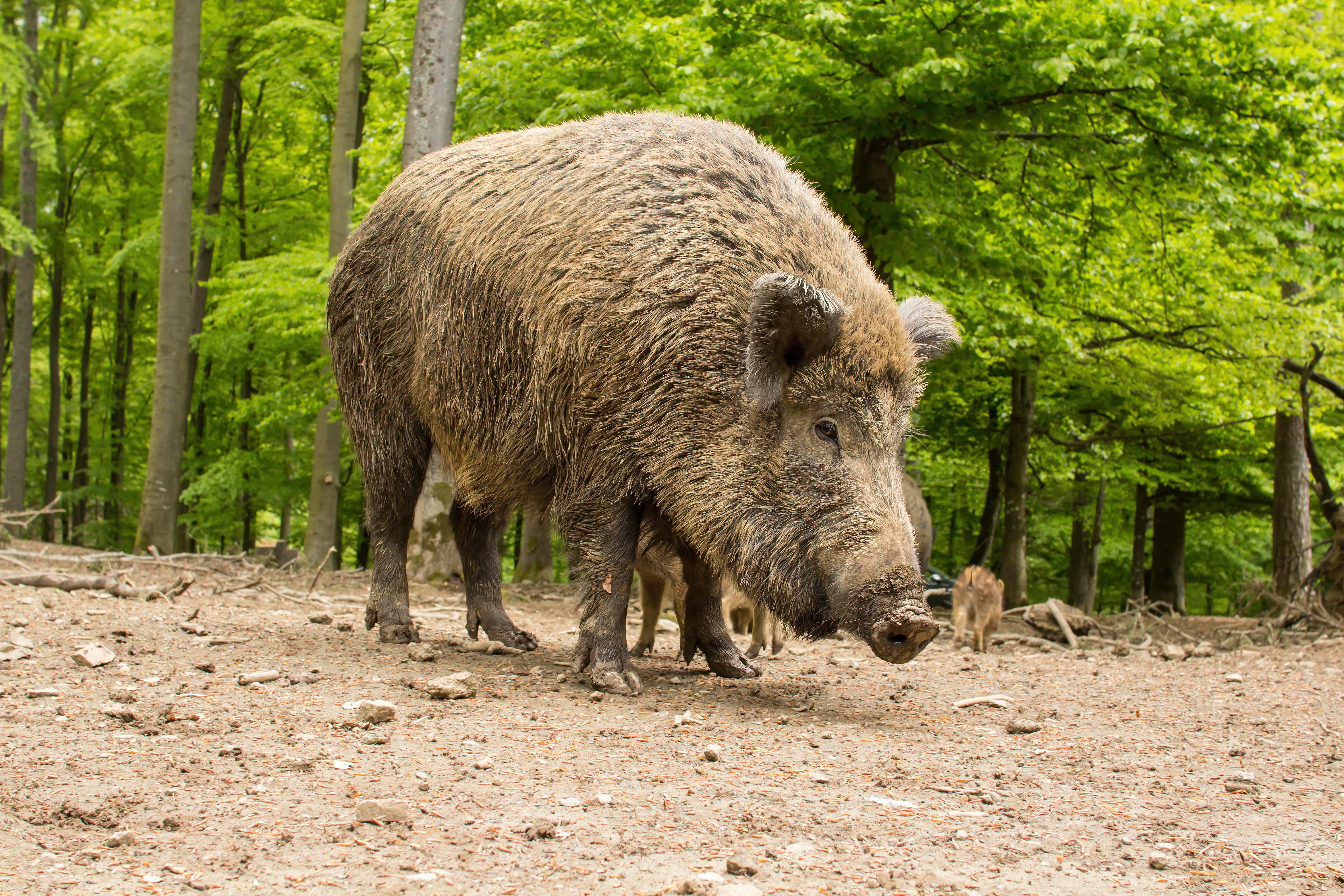
Sus scrofa (Suidae)
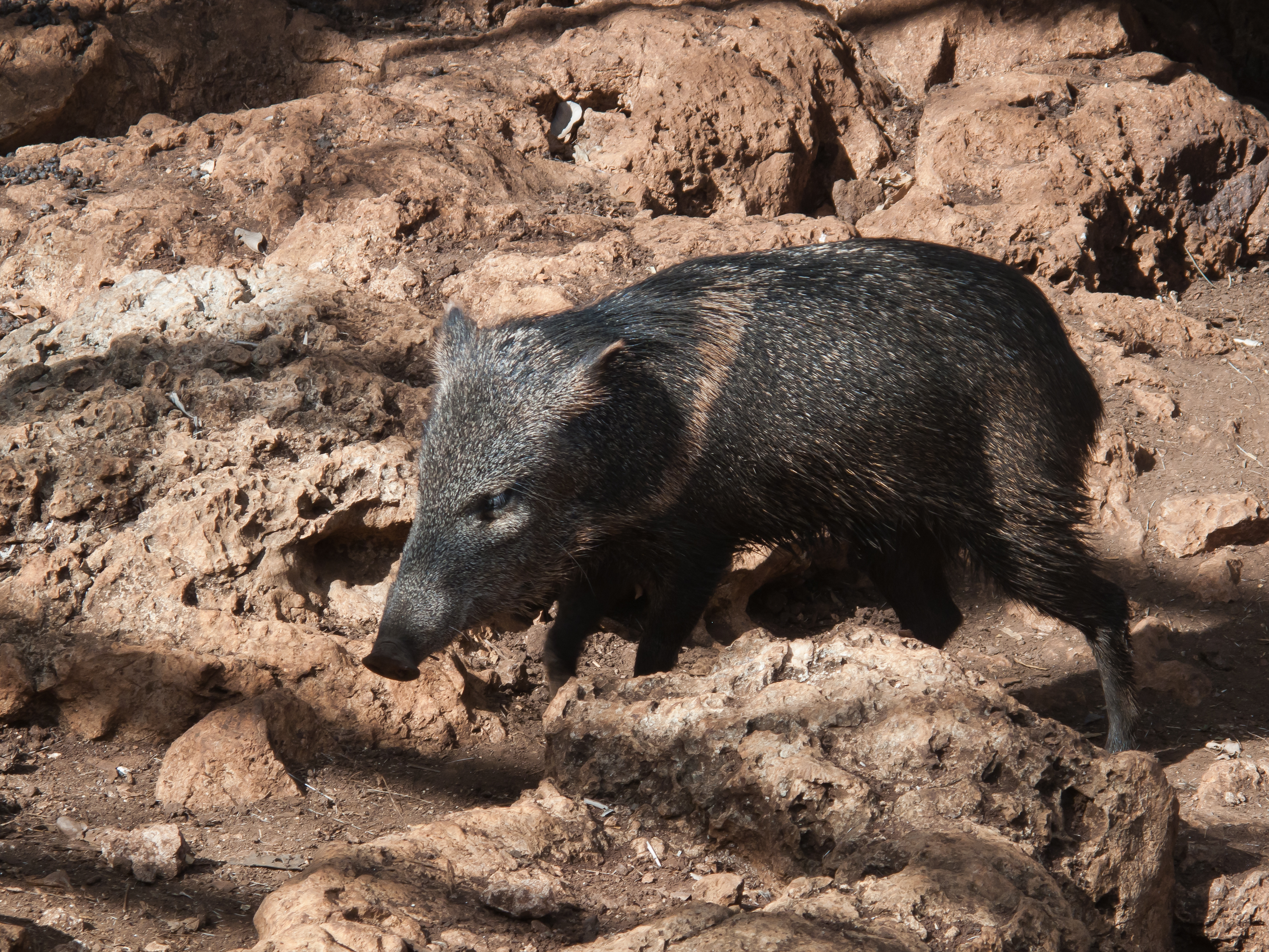
Pecari tajacu (Tayassuidae)
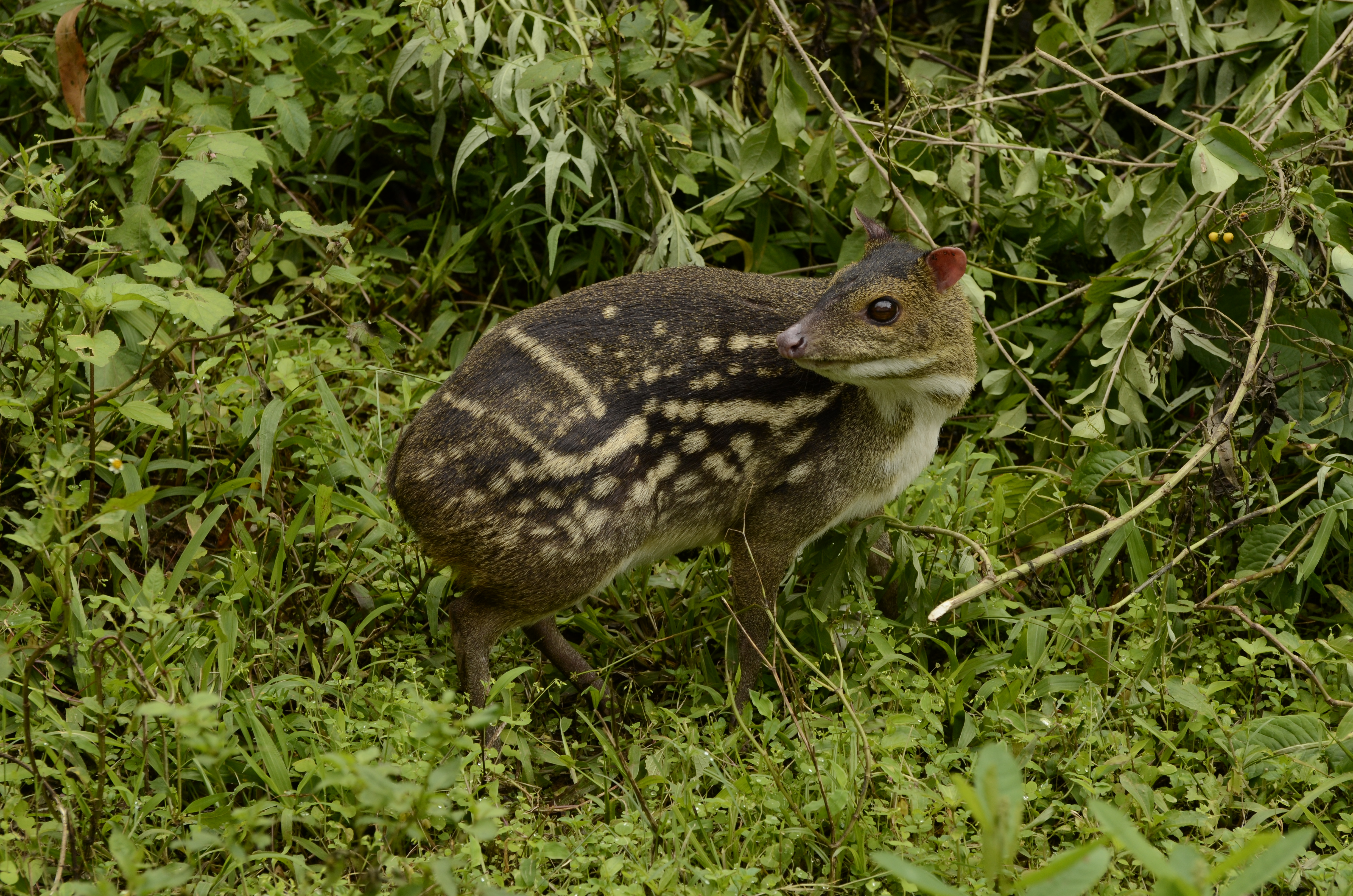
Moschiola indica (Tragulidae)
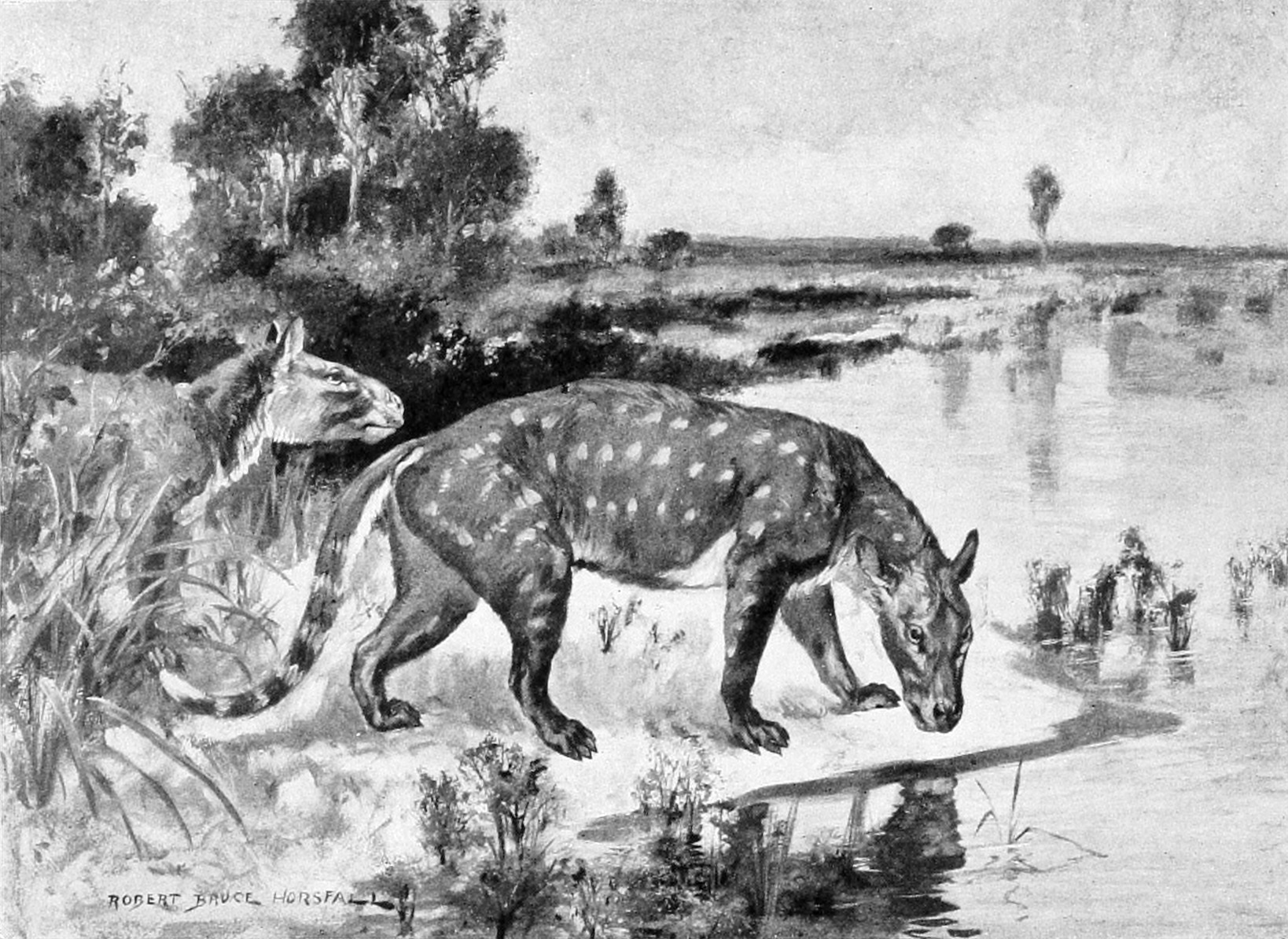
Reconstitution de Agriochoerus (Agriochoeridae)
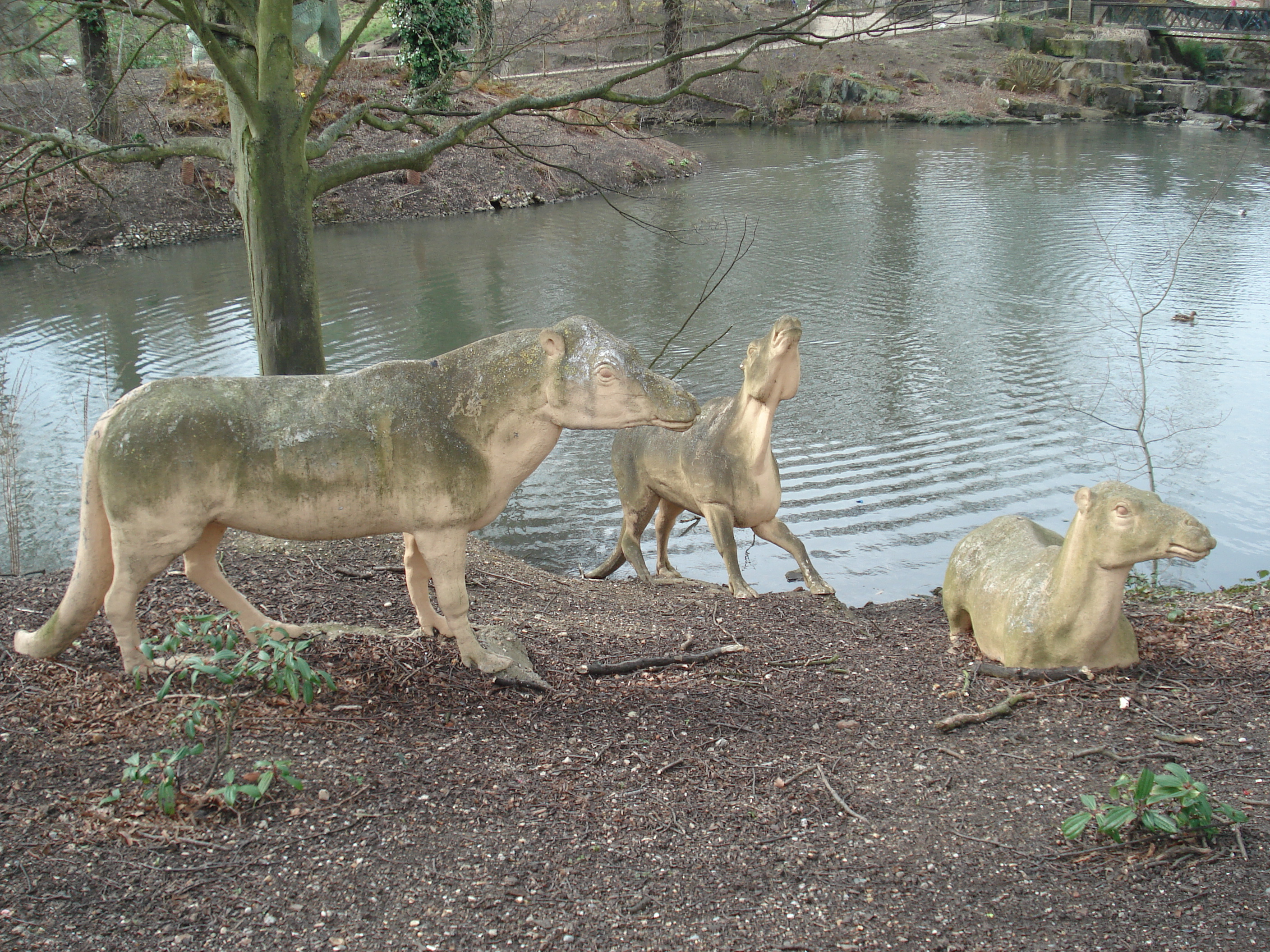
Reconstitution de Anoplotherium (Anoplotheriidae)
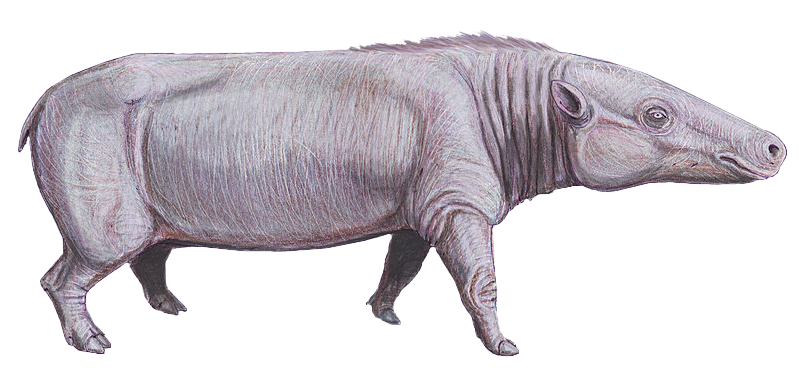
Reconstitution de Anthracotherium (Anthracotheriidae)
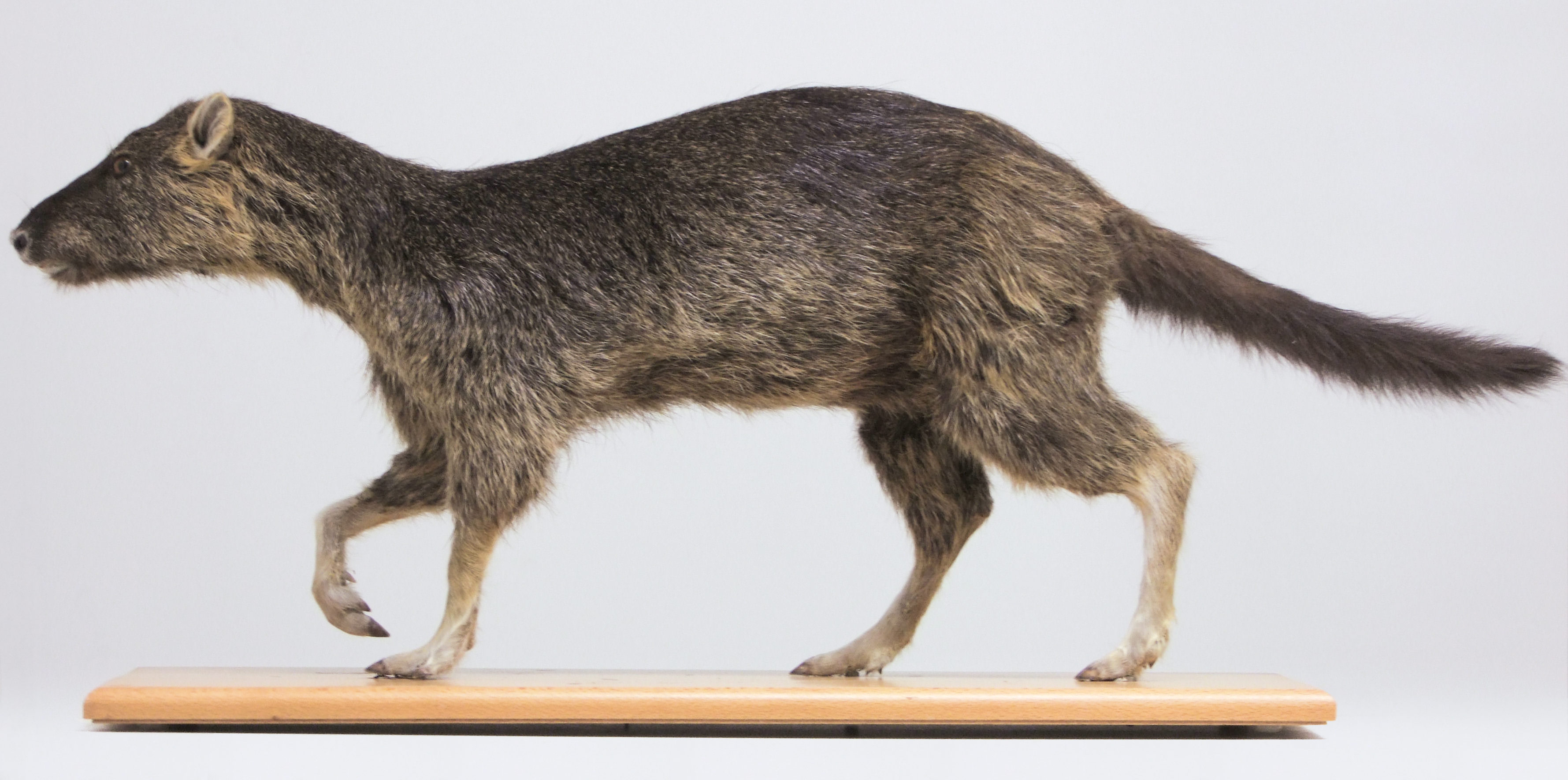
Reconstitution de Amphirhagatherium weigelti (Choeropotamidae)
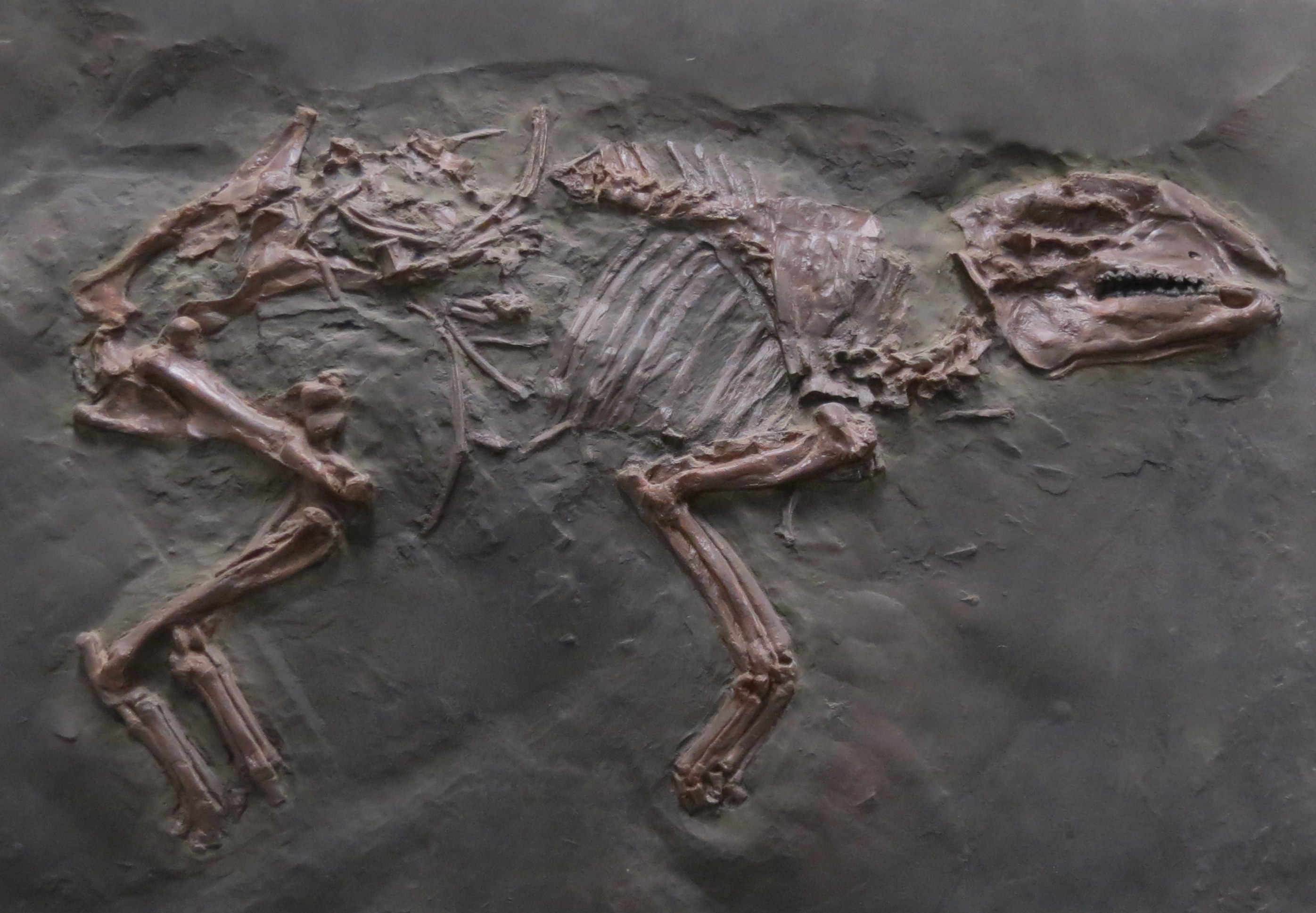
Fossile de Messelobunodon schaeferi (Dichobunidae)
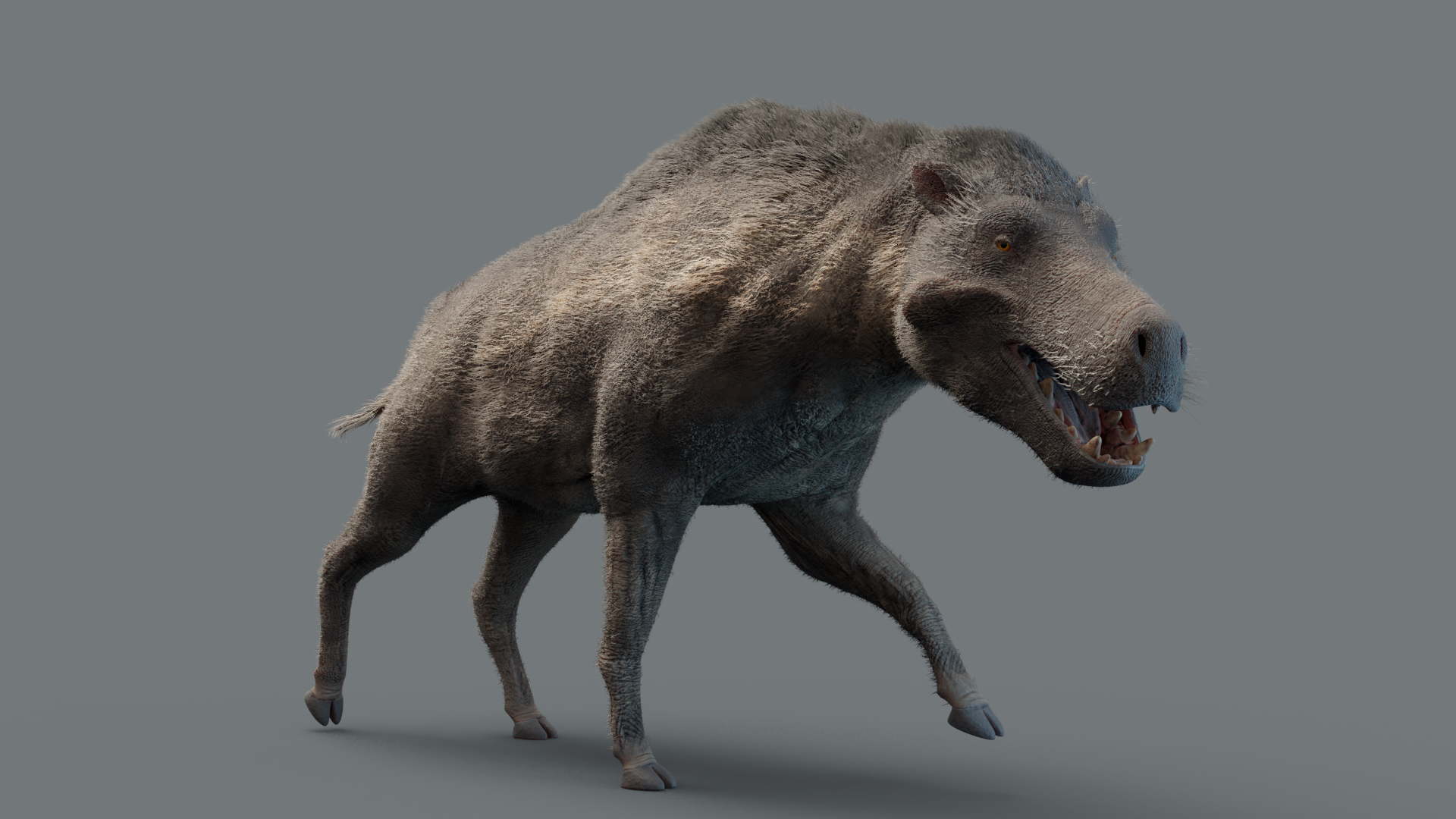
Reconstitution de Daeodon shoshonensis (Entelodontidae)
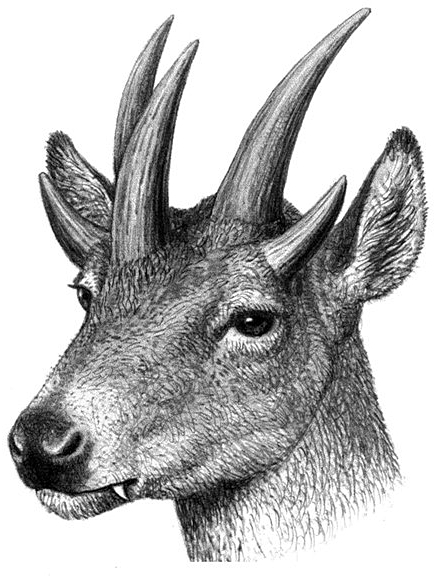
Reconstitution de Hoplitomeryx (Hoplitomerycidae)
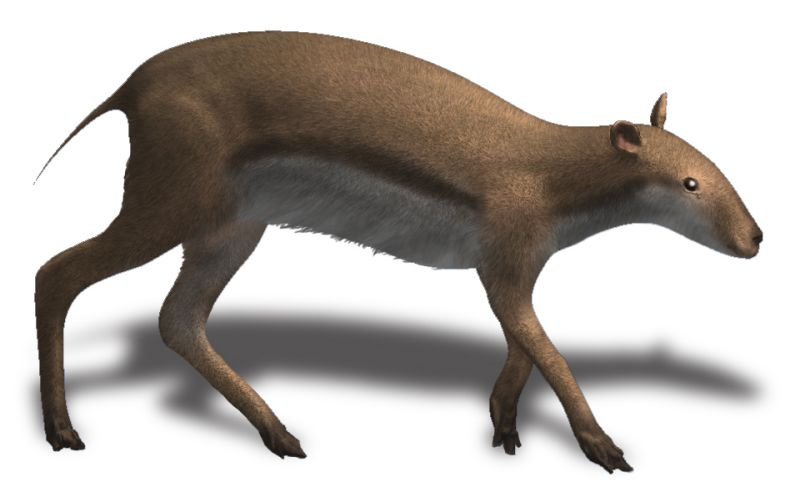
Reconstitution de Leptomeryx (Hypertragulidae)
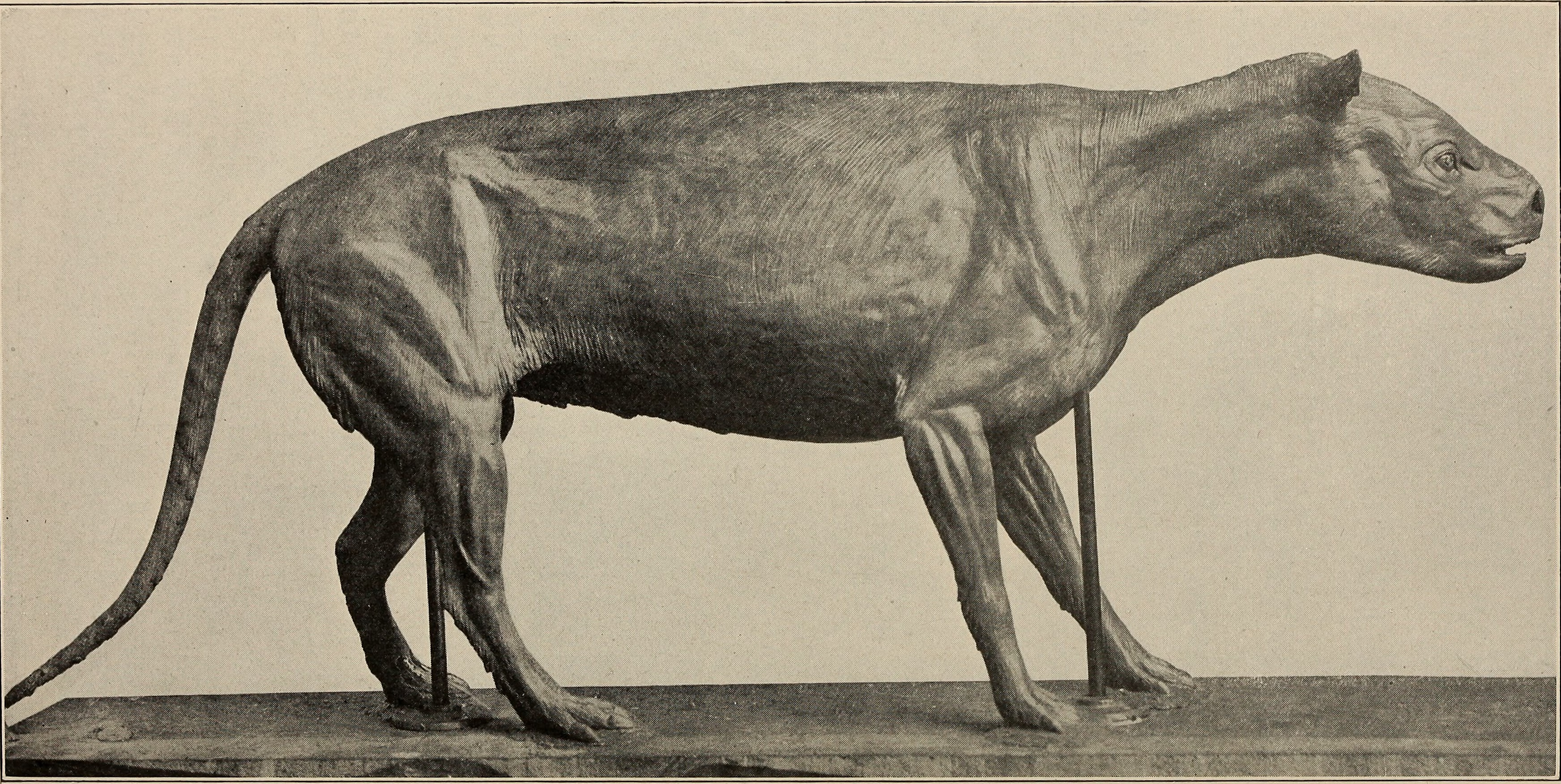
Reconstitution de Merycoidodon bullatus (Merycoidodontidae)
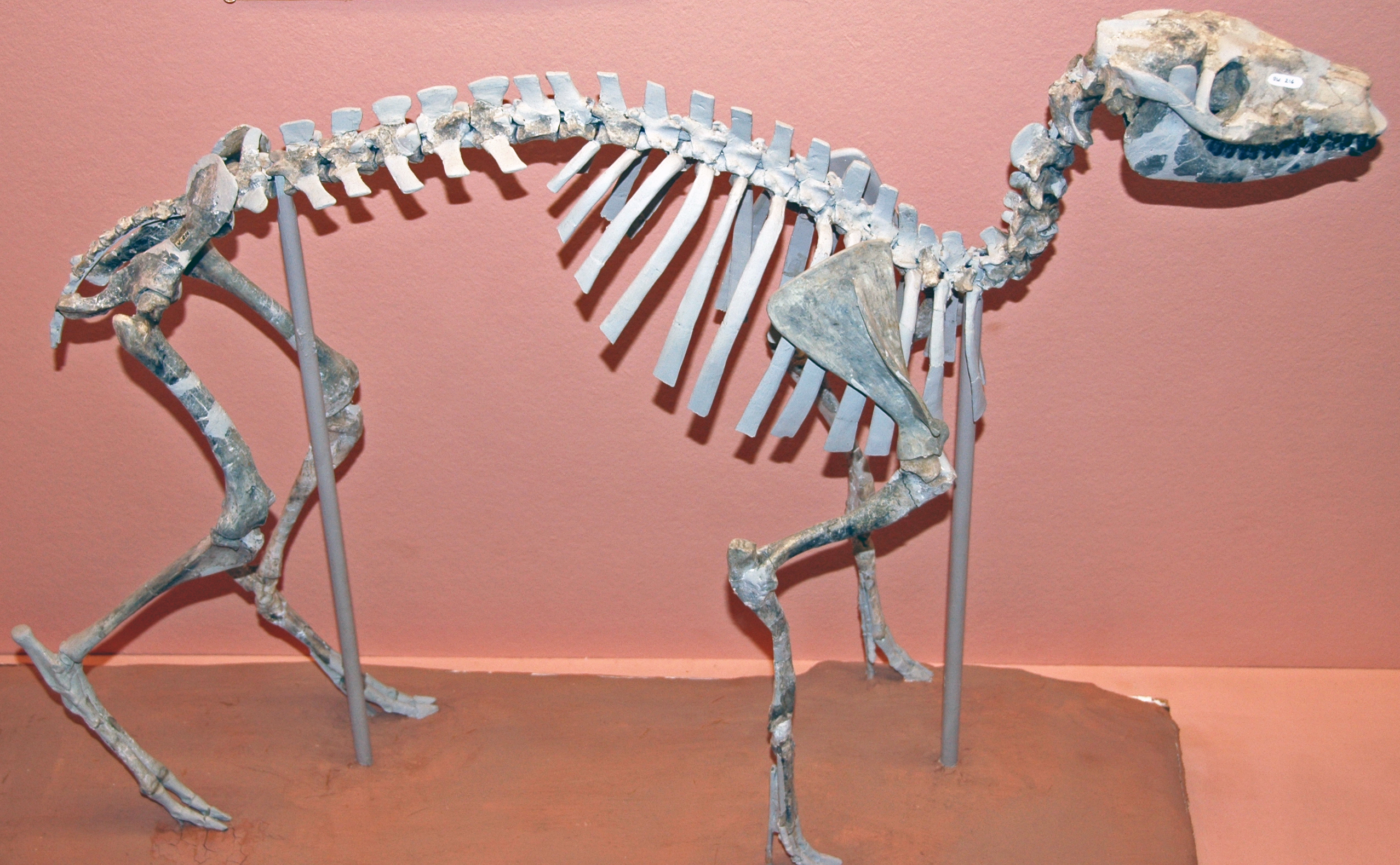
Fossile de Eotylopus reedi (Oromerycidae)
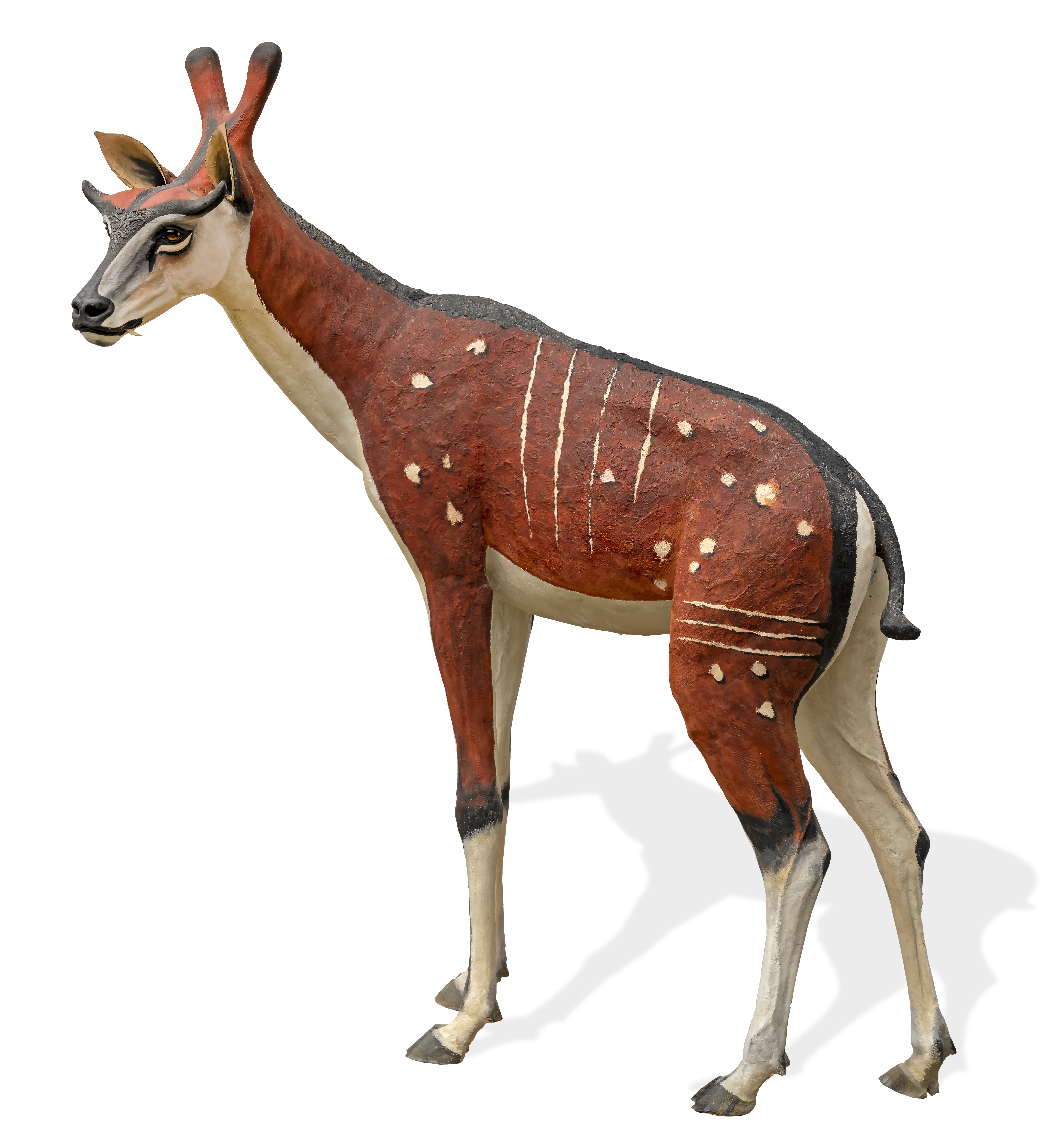
Reconstitution de Ampelomeryx ginsburgi (Palaeomerycidae)
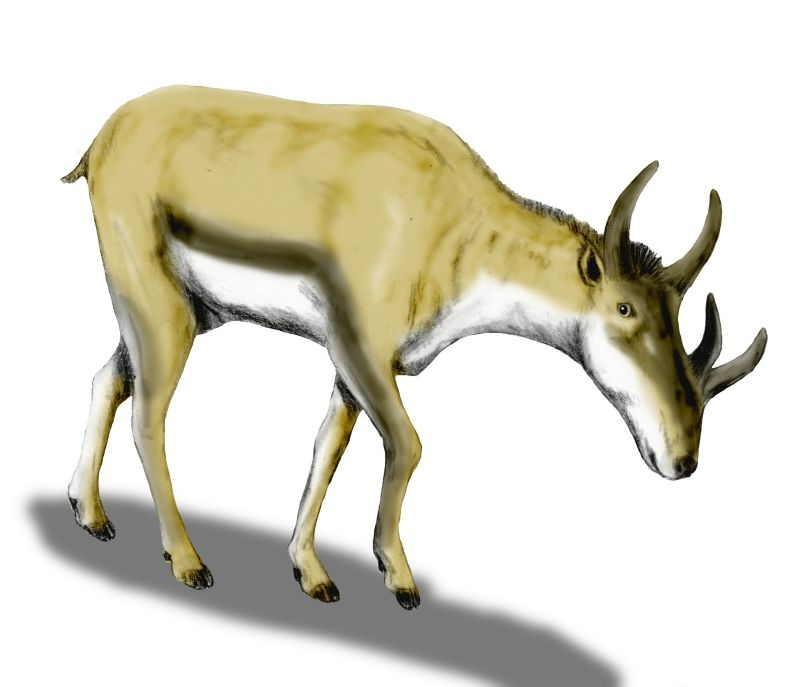
Reconstitution de Syndyoceras (Protoceratidae)
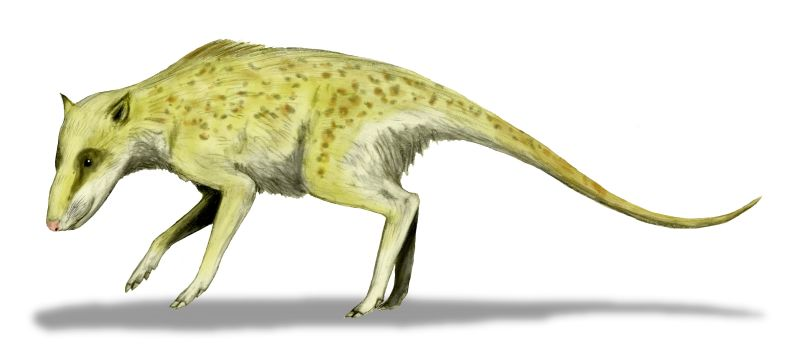
Reconstitution de Indohyus (Raoellidae)
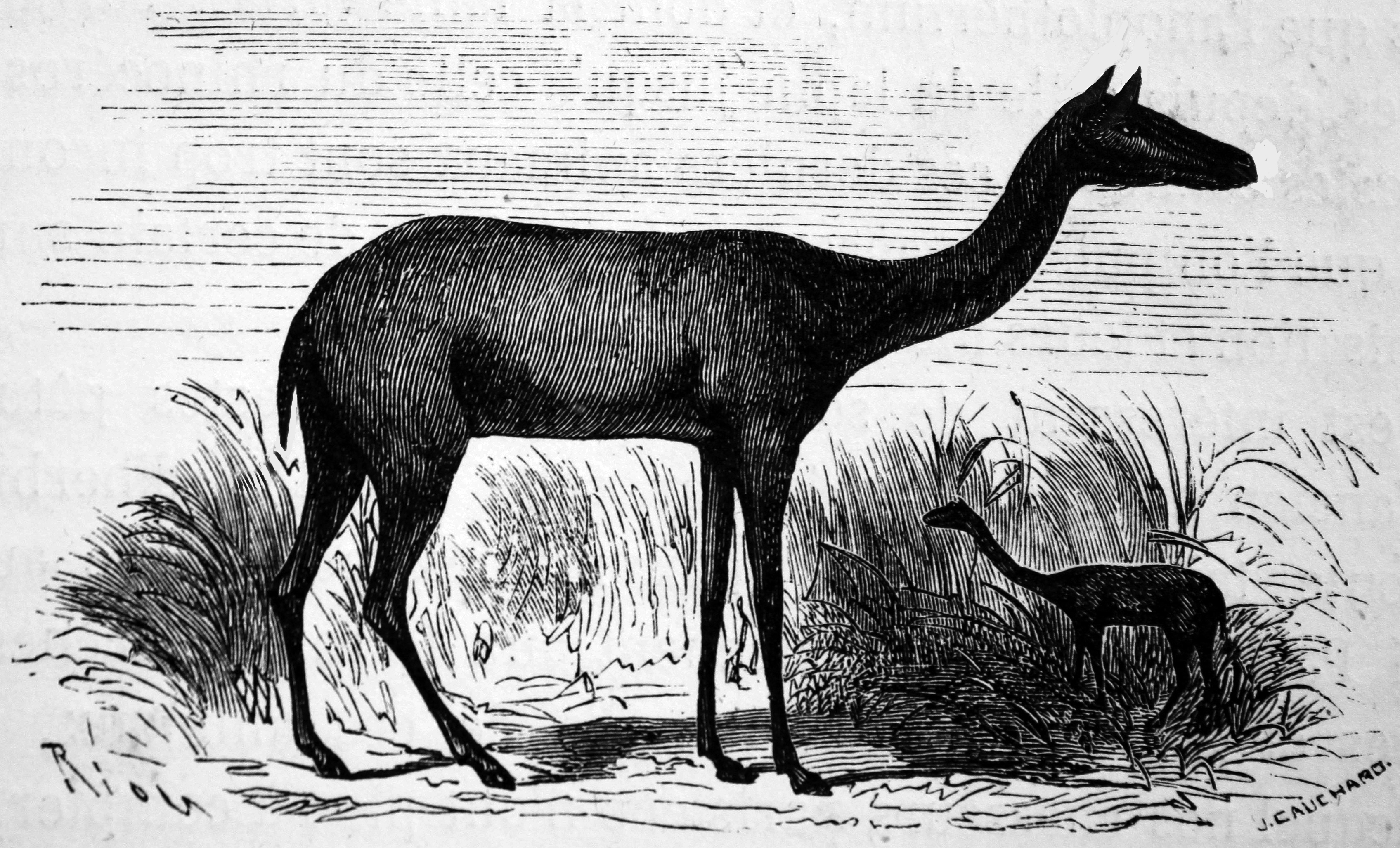
Reconstitution de Xiphodon (Xiphodontidae)